# Communauté de Taizé
Die Communauté de Taizé (Aussprache [tɛze]; Gemeinschaft von Taizé) ist ein internationaler ökumenischer Männerorden in Taizé nördlich von Cluny im Département Saône-et-Loire, Frankreich. Bekannt ist die Gemeinschaft vor allem durch die ökumenischen Jugendtreffen, zu denen jährlich rund 100.000 Besucher vieler Nationalitäten und Konfessionen kommen. Die Treffen werden in Taizé und verschiedenen anderen Orten ausgerichtet. Roger Schutz gründete die Gemeinschaft 1942. Bis zu seiner Ermordung im Jahr 2005 war Schutz Prior der Gemeinschaft, sein Nachfolger war bis 2023 Frère Alois Löser. Seit Dezember 2023 ist Frère Matthew Prior. 2024 zählten etwa 80 Brüder aus etwa 30 Ländern zur Communauté; sie sind Katholiken, Anglikaner oder Mitglieder verschiedener evangelischer Kirchen. Weit über die Communauté hinaus sind die dort entstandenen Gesänge verbreitet.

## Geschichte

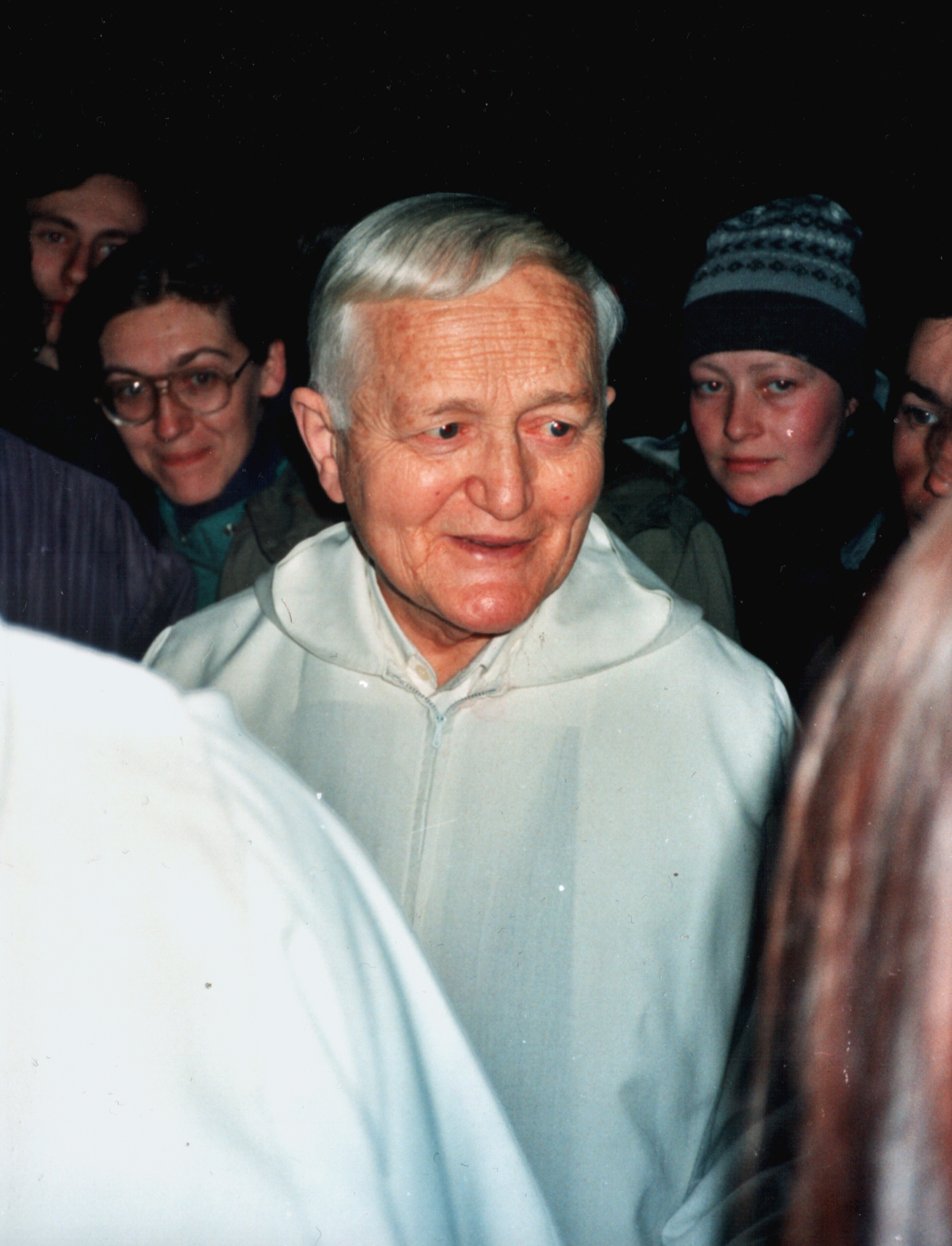
Frère Roger, Gründer und langjährige Prior der Communauté

Der aus der Schweiz stammende Roger Schutz kam am 20. August 1940 nach Taizé, das nahe der damaligen Demarkationslinie im unbesetzten Teil Frankreichs lag, wo er ein Haus kaufte. Er nahm Kriegsflüchtlinge und Juden auf, die auf der Flucht waren. Als die Wehrmacht die zone libre besetzte, war Schutz gerade in der Schweiz, wo er bis zum Herbst 1944 blieb. Nach der Befreiung Frankreichs durch die Westalliierten kehrte er mit drei Freunden nach Taizé zurück. Sie mieteten zwei weitere Häuser an, in denen Rogers jüngste Schwester, Geneviève Schutz-Marsauche (1912–2007), Kriegswaisen betreute.
In den Jahren nach dem Zweiten Weltkrieg besuchten sie oft deutsche Kriegsgefangene eines nahen Gefangenenlagers und konnten mit der Zeit auch das Vertrauen der Wachen so weit gewinnen, dass sie Gefangene zum sonntäglichen Gottesdienst in der Dorfkirche Ste-Marie-Madeleine einladen durften.
1949 beschlossen die Brüder, deren Zahl weiter angewachsen war, sich dem gemeinsamen einfachen Leben in Ehelosigkeit zu verschreiben. Am 17. April 1949 legten die ersten sieben Brüder, alle evangelischen Bekenntnisses, Roger Schutz, Max Thurian, Pierre Souvairan, Daniel de Montmollin, Robert Giscard, Axel Lochen und Albert Lacour ihr Gelübde ab. Beim katholischen Ortsbischof holten sie die Erlaubnis ein, die romanische Dorfkirche mitnutzen zu dürfen. Der Bischof wurde von dem damaligen päpstlichen Nuntius und späteren Papst Johannes XXIII. in dieser Entscheidung bestärkt.
Nachdem schon die ersten katholischen Brüder in der Gemeinschaft mitgelebt hatten, legte Ostern 1969 ein junger belgischer Arzt als erster Katholik sein Gelübde ab. François Kardinal Marty, der damalige Erzbischof von Paris, gab dazu sein Einverständnis. Damit wurde die Communauté de Taizé „die erste ökumenische Brüdergemeinschaft der Kirchengeschichte“.
Frère Roger – Sohn eines evangelischen Pfarrers – lag von Anfang an viel an einem Austausch mit der katholischen Kurie. Nach einem ersten Kontakt mit Frère Roger beim Zweiten Vatikanischen Konzil besuchte 1964 und 1968 Karol Wojtyla Taizé als Krakauer Erzbischof. Nach seiner Wahl zum Papst besuchte er als Johannes Paul II. 1986 Taizé erneut. Der Papst beschrieb Taizé bei der Begrüßung in der Kirche der Versöhnung: „Man kommt nach Taizé wie an den Rand einer Quelle.“ Jedes Jahr empfing Papst Johannes Paul II. Frère Roger zu einer Privataudienz. So setzte er die Verbundenheit des Papstes mit der Gemeinschaft von Taizé fort, die schon sein Vorvorvorgänger Johannes XXIII. durch die Begrüßung: „Oh, Taizé, dieser kleine Frühling!“ zum Ausdruck gebracht hatte.

### Geschichte der Jugendtreffen
In den 1960er Jahren besuchten zunehmend auch Jugendliche den Orden. Die Brüder boten den Jugendlichen eine Möglichkeit des Austauschs über biblische und spirituelle Themen in internationalen Gruppen. Für einfache Unterkünfte und Verpflegung gegen ein geringes Entgelt war gesorgt. Unterstützung erhielten die Brüder von Ordensschwestern der Gemeinschaft von Saint-André.
Durch die vielen Besucher war die romanische Dorfkirche häufig überfüllt. 1961 begann die Communauté am Rande des Dorfes den Bau der Versöhnungskirche. Der Bau wurde durch einen Bauorden und deutsche Freiwillige der Aktion Sühnezeichen unterstützt. Seither kamen immer mehr Jugendliche nach Taizé, und 1966 fand das erste Jugendtreffen mit 1400 Teilnehmern aus 30 Ländern statt.

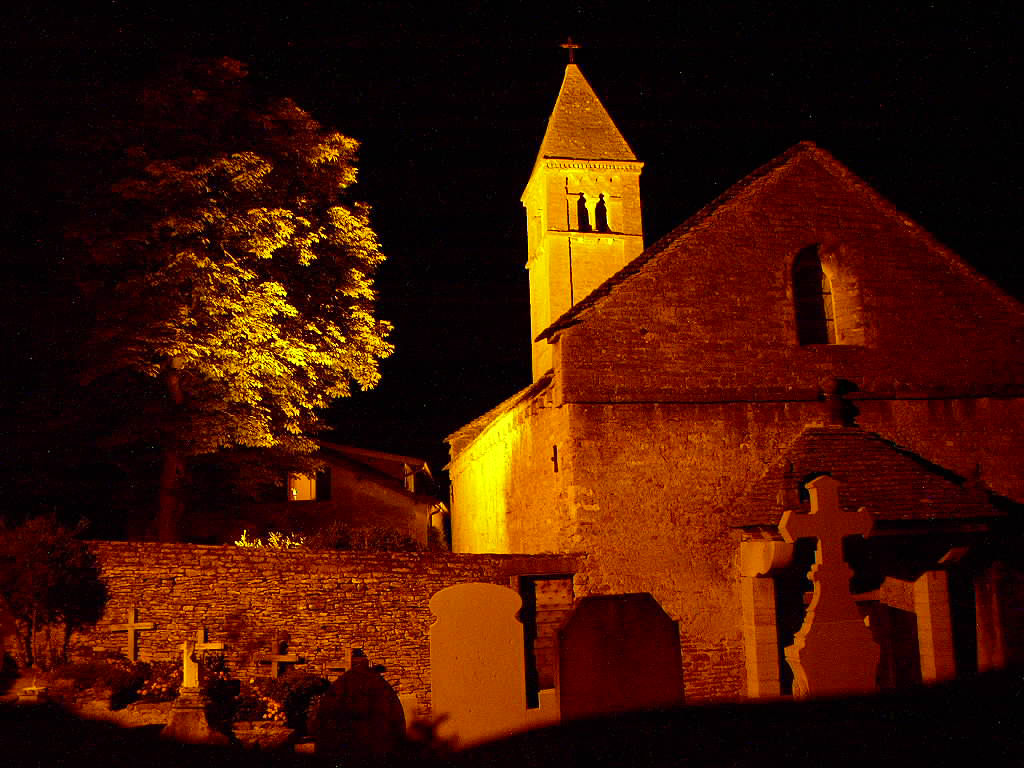
Dorfkirche von Taizé
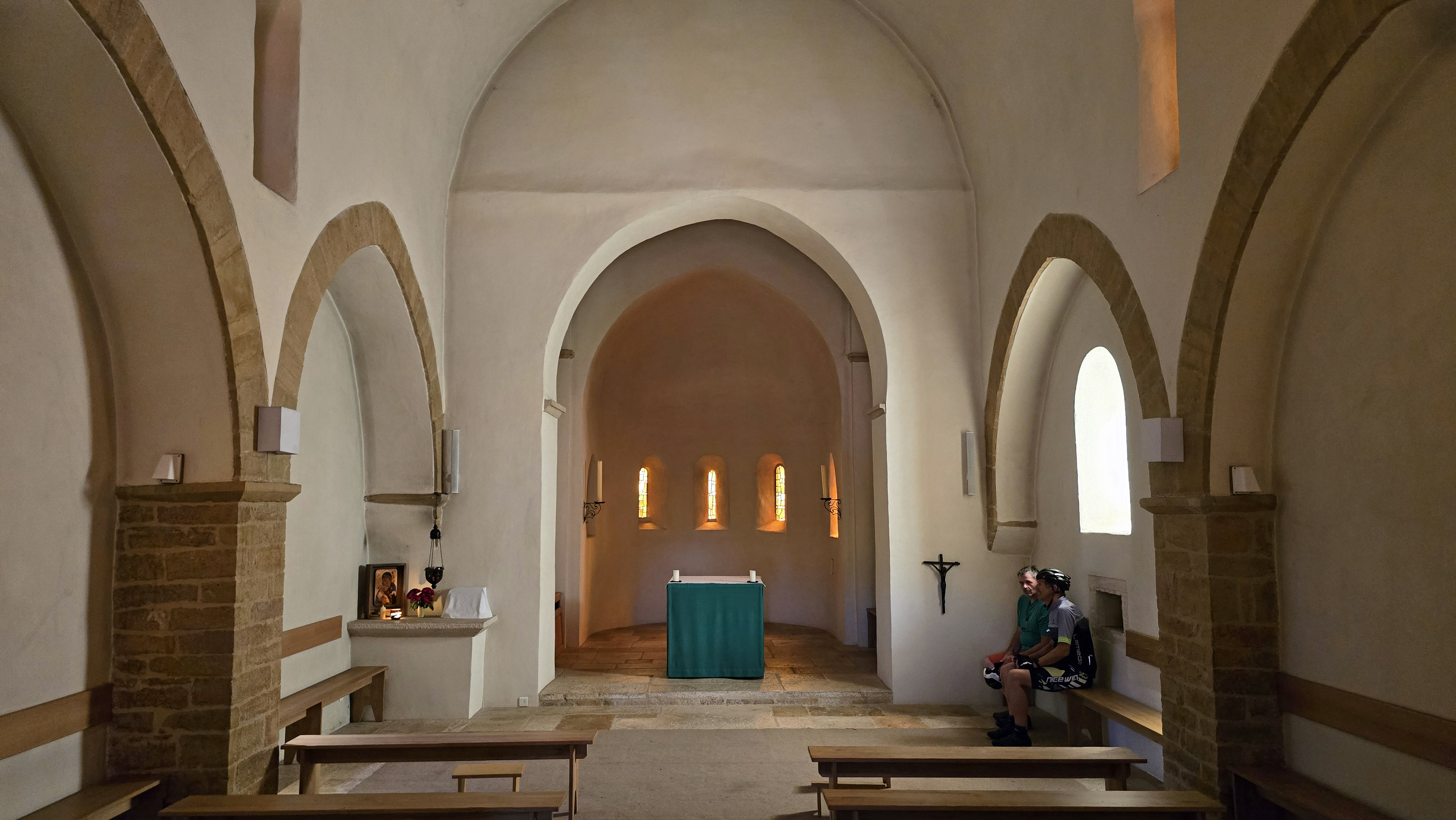
Innenraum der Dorfkirche von Taizé

1970 kündigte Frère Roger ein Konzil der Jugend an, dessen Hauptversammlung 1974 stattfand und an dessen Eröffnung zwischen dem 30. August und 1. September 40.000 Jugendliche teilnahmen. Das Konzil wurde vier Jahre einberufen, und 1979 vorläufig ausgesetzt. Im Dezember 1982 kündigte Frère Roger einen „Pilgerweg des Vertrauens auf der Erde“ an.

### Attentat auf Roger Schutz
Am 16. August 2005 wurde Frère Roger während des Abendgebetes in Taizé von einer psychisch kranken Frau mit einem Messer so schwer verletzt, dass er wenig später seinen Verletzungen erlag.
Frère Alois übernahm am 17. August 2005 die Aufgaben des Priors.

### Fälle von sexuellem und geistlichem Missbrauch
Im Jahr 2019 machte die Bruderschaft fünf Fälle von sexualisierter Gewalt gegen Minderjährige öffentlich, die sich über einen Zeitraum von den 1950er- bis in die 1980er-Jahre erstreckten. Begangen worden seien sie von drei Mitgliedern der Bruderschaft, von denen zwei bereits vor mehr als 15 Jahren gestorben seien. Daraufhin wurden nach Angaben der Gemeinschaft zwei weitere Vorwürfe von sexueller Gewalt an damals Minderjährigen aus den 1960er- und 1970er-Jahren angezeigt; sie betrafen einen Bruder der Communauté, der vor mehr als zwanzig Jahren gestorben war, ein weiterer Täter habe die Gemeinschaft vor über vierzig Jahren verlassen. Ferner wurden weitere Fälle von Missbrauch an schutzbefohlenen Volljährigen gemeldet, die von einem vor über fünfzehn Jahren verstorbenen Bruder begangen worden waren. Im Oktober 2019 meldete sich eine Frau, die berichtete, dass ein Mitglied der Gemeinschaft sie seit 2003 als Teilnehmerin an einem Jugendtreffen in Taizé in ein Abhängigkeitsverhältnis gebracht und geistlich, psychologisch und sexuell missbraucht hatte. Prior Alois Löser setzte die Behörden in Kenntnis, die Polizei nahm Ermittlungen auf und erhob Anklage gegen den Bruder. Er wurde Anfang Mai 2022 unter Auflagen freigelassen, weitere Untersuchung folgten. Die Communauté trennte sich von ihm.
Anfang Dezember 2022 gestand der Ordensleiter ein, dass durch mangelnde Transparenz und Aufklärungswille das Leiden der Opfer verstärkt worden sei. Wenige Tage später berichtete der Deutschlandfunk über die Fälle und deren unzureichende Aufarbeitung durch die Gemeinschaft. Im Zuge der Recherchen wandten sich viele Betroffene an den Sender und äußerten Sorgen hinsichtlich der Sicherheit von Heranwachsenden auf dem bevorstehenden Europatreffen des Ordens in Rostock.

## Spirituelle Grundlagen und Veranstaltungsformen

### Ordensregeln
Die Brüder der Communauté leben nach den von Frère Roger verfassten Regeln. Sie gehen zurück auf erste Niederschriften aus dem Jahr 1941. Zur Abfassung der Regel von Taizé kam es erst im Winter 1952/1953. Seine Lebenserfahrungen und die Erfahrungen der jungen Communauté fasste Frère Roger als „das Essentielle, das das gemeinsame Leben ermöglicht“ in Worte. Diese erste Regel von Taizé wurde in den Jahren 1966, 1975 und 1980 angepasst. Die Ergänzungen des Jahres 1966 waren von den Erfahrungen Rogers als Beobachter des Zweiten Vatikanischen Konzils geprägt. 1980 erschien die Regel nicht mehr unter dem Titel die Regel von Taizé, sondern als die Quellen von Taizé. Schon einige Jahre zuvor stellte Frère Roger fest: Das Niedergeschriebene „hat nichts von einer Regel im eigentlichen Sinn, es will einen einfachen Weg aufzeigen, um ein Gleichnis der Gemeinschaft zu leben.“
1990 wurden die Quellen von Taizé umfangreich überarbeitet, 2001 erhielten sie ihre endgültige Fassung.

### Gebet
Im Zentrum des Lebens in Taizé steht das drei Mal am Tage stattfindende Gebet.
Der Charakter des Gebets ist einfach gehalten: Eine kurze Bibellesung in den Sprachen der an den Jugendtreffen teilnehmenden Jugendlichen, ein mehrsprachiges kurzes Gebet durch den Prior. Einen großen Teil des Gebets nehmen die Gesänge ein. Zentrum eines jeden Gebets ist die etwa achtminütige Stille.

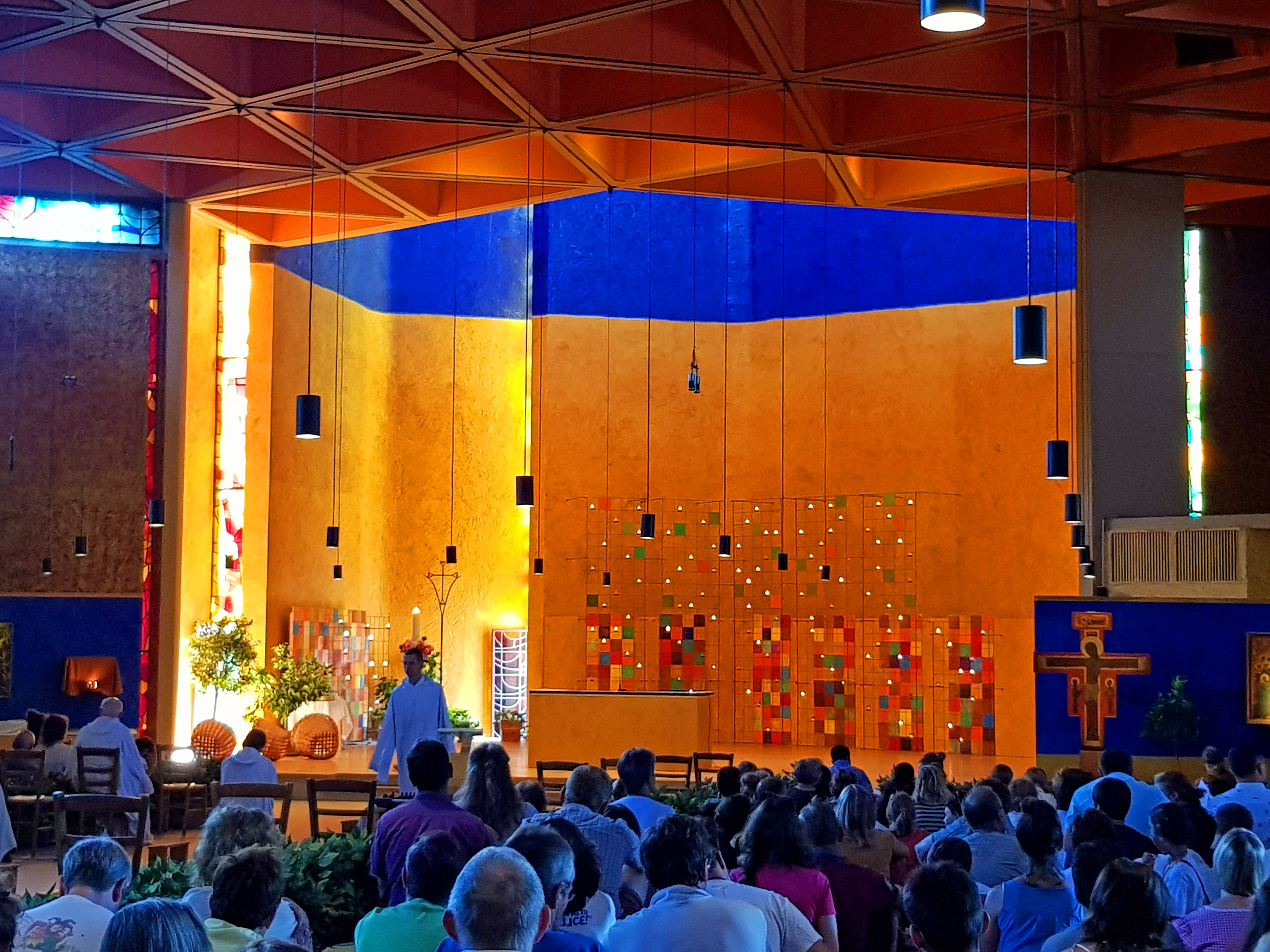
Brüder ziehen beim Mittagsgebet in die Kirche ein

In täglichen Fürbitten nehmen die Brüder Gebetsanliegen der Jugendlichen auf, die Taizé besuchen. Auch Gebetsanliegen aus den Fraternitäten Taizés in aller Welt werden berücksichtigt. Außerdem finden aktuelle weltpolitische Themen ihren Niederschlag. Ein persönliches Gebetsanliegen kann auch online hinterlegt werden. Oft werden die Bitten auch bei der freitäglichen Kreuzanbetung aufgenommen.

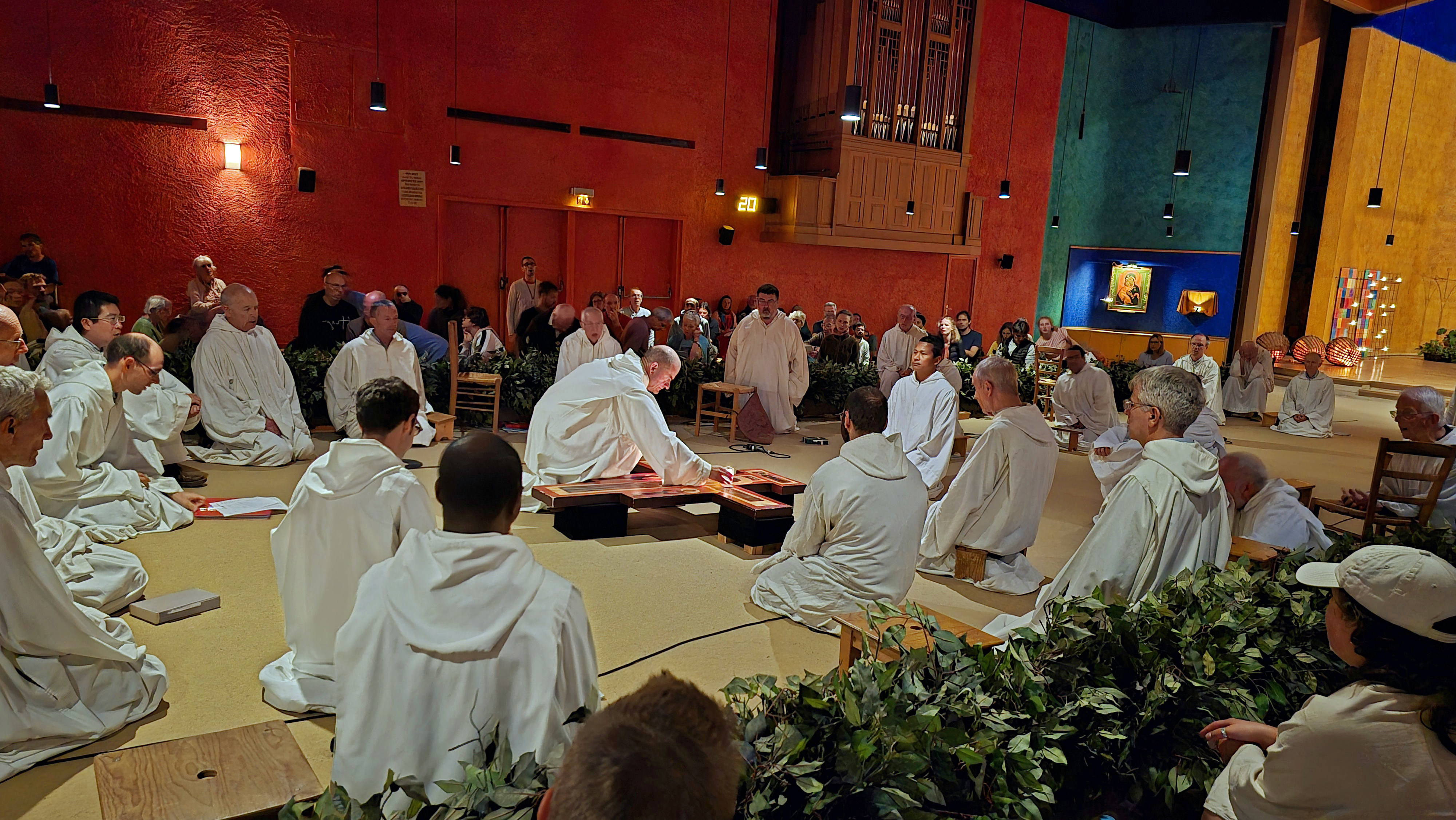
Kreuzanbetung der Gemeinschaft von Taizé

Im Anschluss an das Abendgebet besteht die Möglichkeit, mit einigen Brüdern Gespräche zu führen, die hierzu zur Verfügung stehen, etwa Fragen des Glaubens und des Lebens zu erörtern. Auch besteht die Möglichkeit der Beichte: Katholische Priester, die als Gäste in Taizé sind, ermöglichen das Bußsakrament in verschiedenen Sprachen.

### Osterzyklus in einer Taizé-Woche
In jeder Woche durchleben die Besucher den Zyklus der Ostertage: Am Freitag wird an den Tod Jesu erinnert, am Ende des Abendgebetes wird symbolisch an und um das auf dem Boden liegende Kreuz gebetet. Am Samstagabend wird im Lichtergebet Ostern, die Auferstehung Jesu Christi gefeiert. Während des Gottesdienstes wird an der Osterkerze ein Licht entzündet, das von Kindern, die zu Besuch bei der Gemeinschaft sind, an die Brüder und von dort an die Jugendlichen weitergegeben wird.

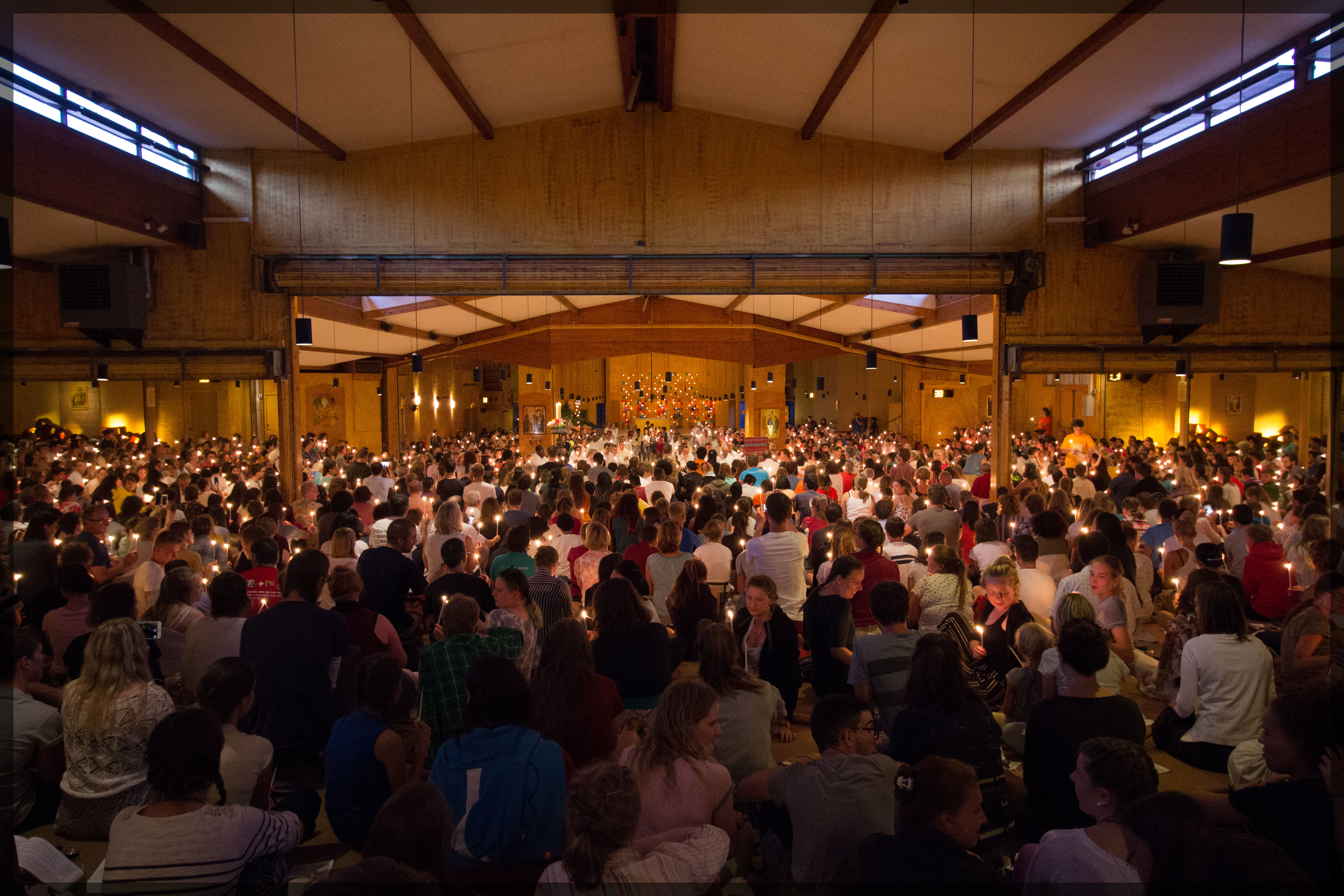
Lichtergottesdienst in der Kirche der Versöhnung
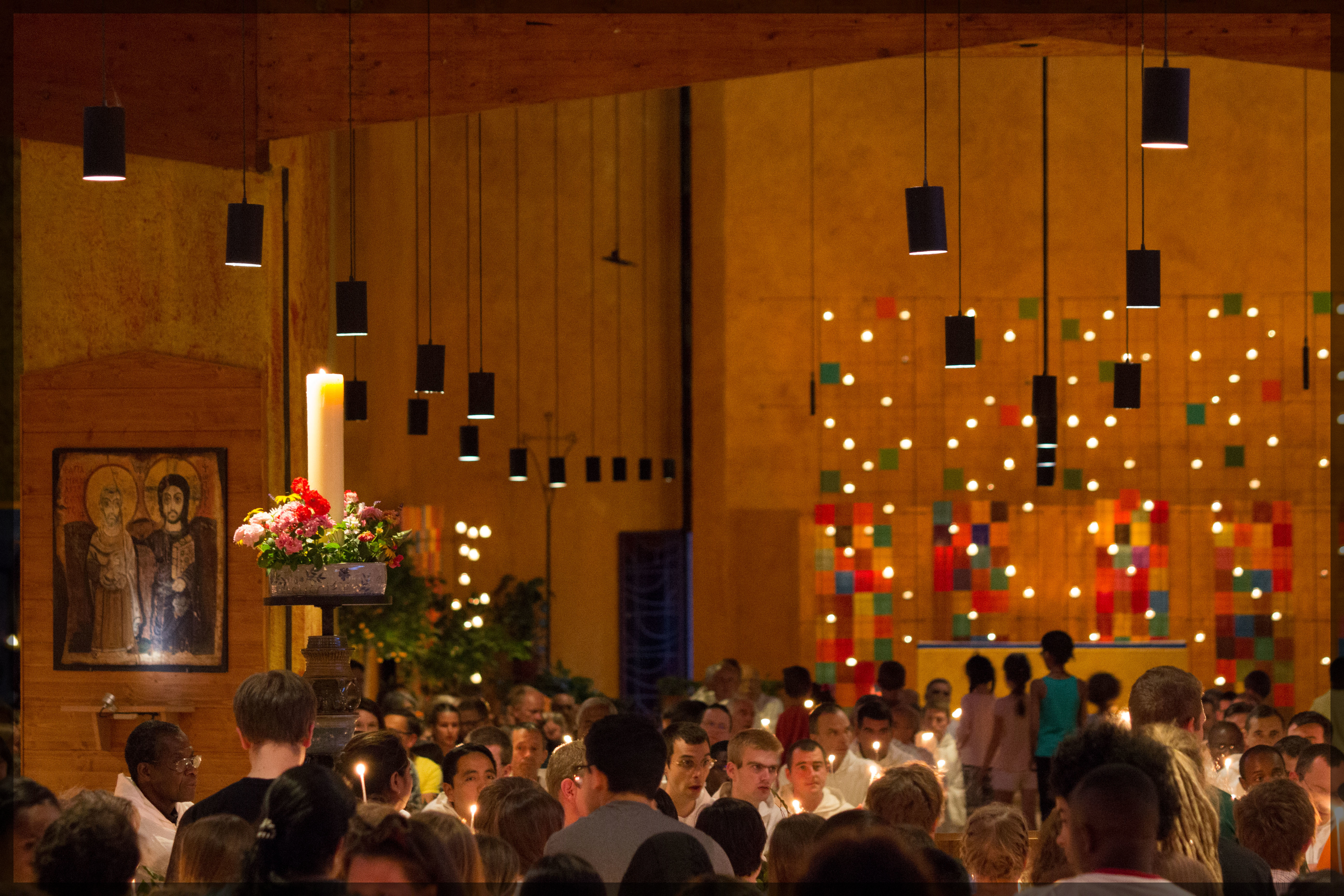
Osterkerze
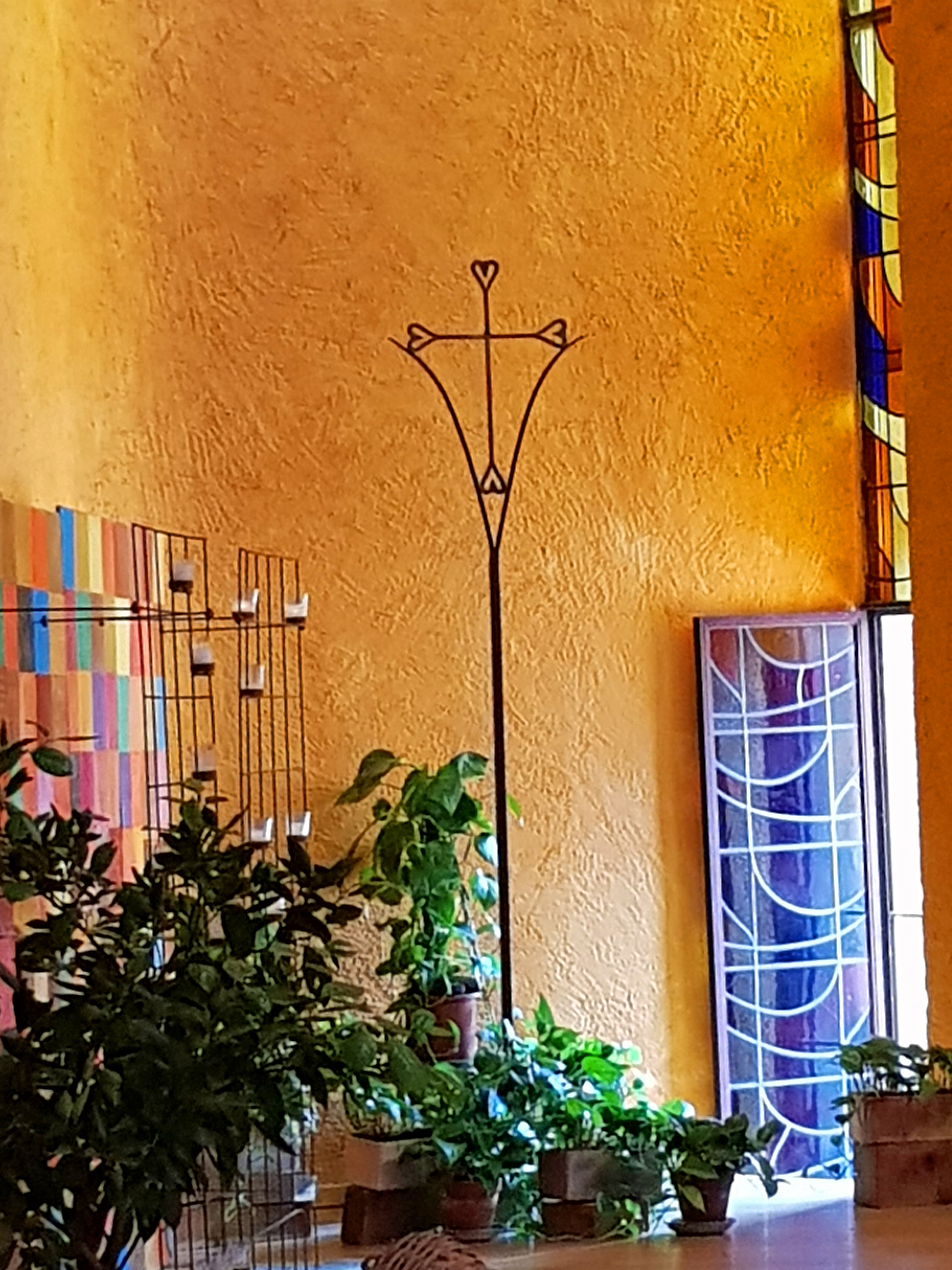
Altarkreuz in der Kirche der Versöhnung in Taizé (nach der Umgestaltung)

#### Eucharistie

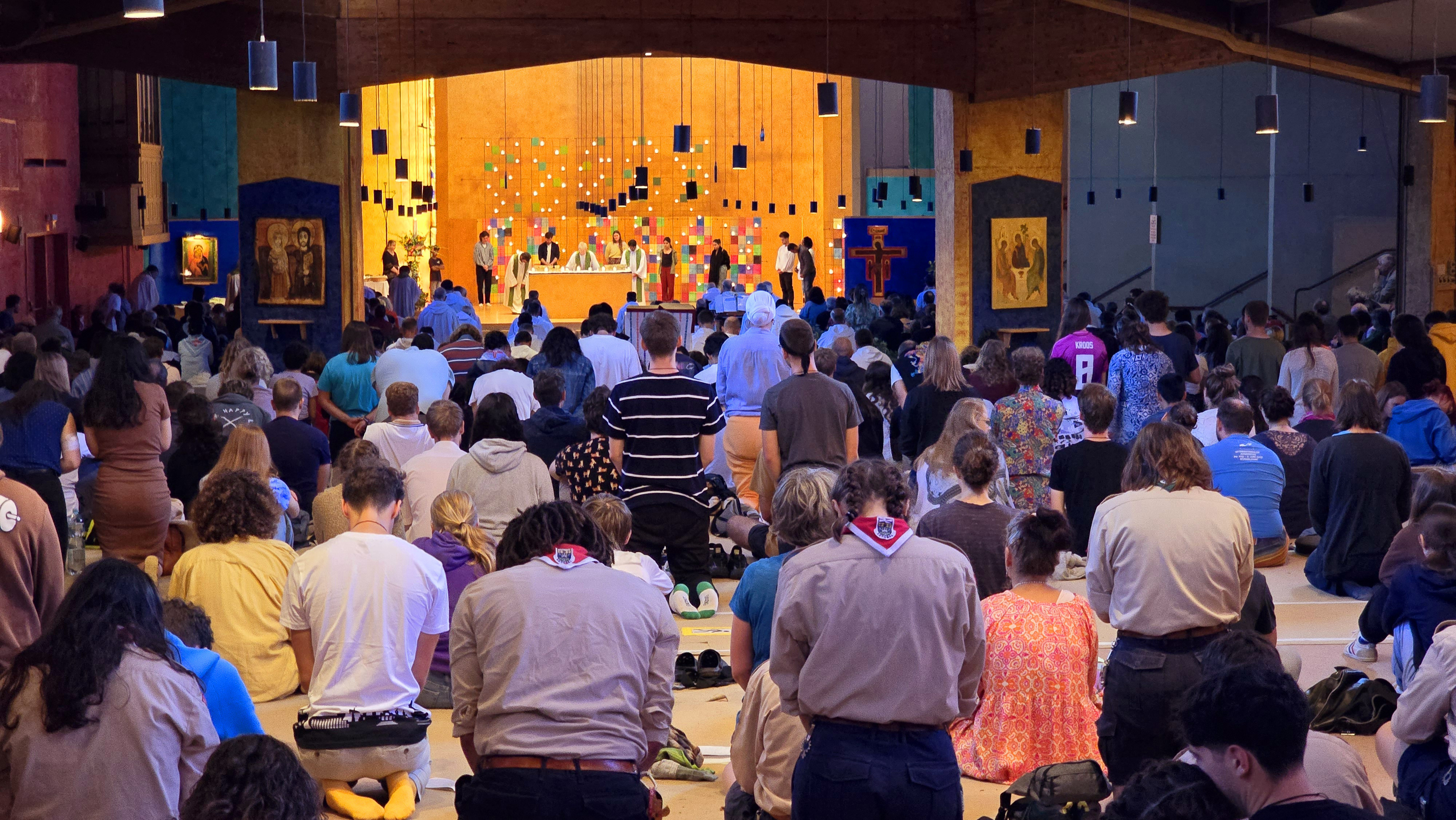
Eucharistie in Taizé

Die Unterscheidung der verschiedenen Eucharistiefeiern und das Angebot des „gesegneten Brotes“ vor allem für Ungetaufte (nach dem orthodoxen Brauch des Antidoron) gründet auf den unterschiedlichen und einander ausschließenden Lehren und Vollzügen der Eucharistie in den verschiedenen Konfessionen, die zu den wichtigsten Hindernissen einer ökumenischen Einigung gehören. Eine interkonfessionelle Abendmahlsgemeinschaft ist deshalb nur zwischen den Kirchen möglich, die dies ausdrücklich miteinander vereinbart haben. Aus Rücksicht darauf werden in Taizé keine gemeinsamen Eucharistiefeiern angeboten. Die Sonntagseucharistie in der Versöhnungskirche wird immer von einem römisch-katholischen Priester geleitet. Die Zahl der Teilnehmer ist aber regelmäßig so groß, sodass eine Kontrolle über die Konfessionszugehörigkeit der Kommunionempfänger weder möglich ist noch angestrebt wird. Katholische Bischöfe oder Kardinäle, die in Taizé zu Gast sind, zelebrieren in dem Wissen, dass viele Teilnehmer nicht-katholisch sind.

#### Ansprache des Priors

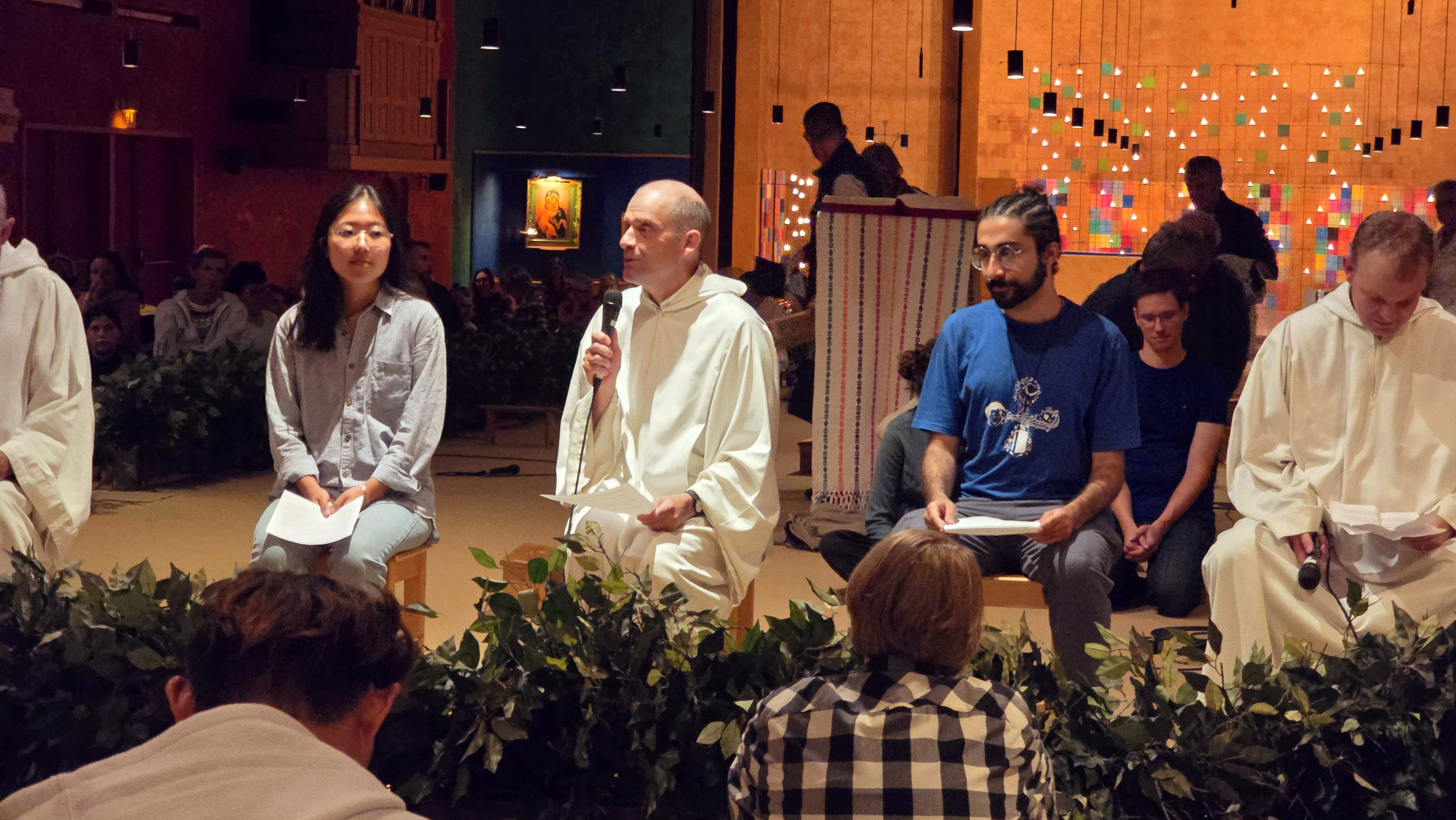
Frère Matthew bei seiner Donnerstagabendansprache

Zumeist an einem Donnerstagabend spricht der Prior im Rahmen des Abendgebets zu den Besuchern. Dabei geht er zum Beispiel auf das aktuelle Weltgeschehen ein, begrüßt Gäste aus fernen Ländern, beantwortet Fragen von Jugendlichen, spricht mit ihnen über ihre Glaubenserfahrungen oder geht auf einen Aspekt aus Frère Rogers Leben und Denken ein. Die Ansprache erfolgt zumeist auf Französisch, die Übersetzung findet in verschiedenen Teilen der Kirche entweder über Lautsprecher oder über Kopfhörer durch Brüder der Gemeinschaft statt.

## Gemeinschaft der Brüder

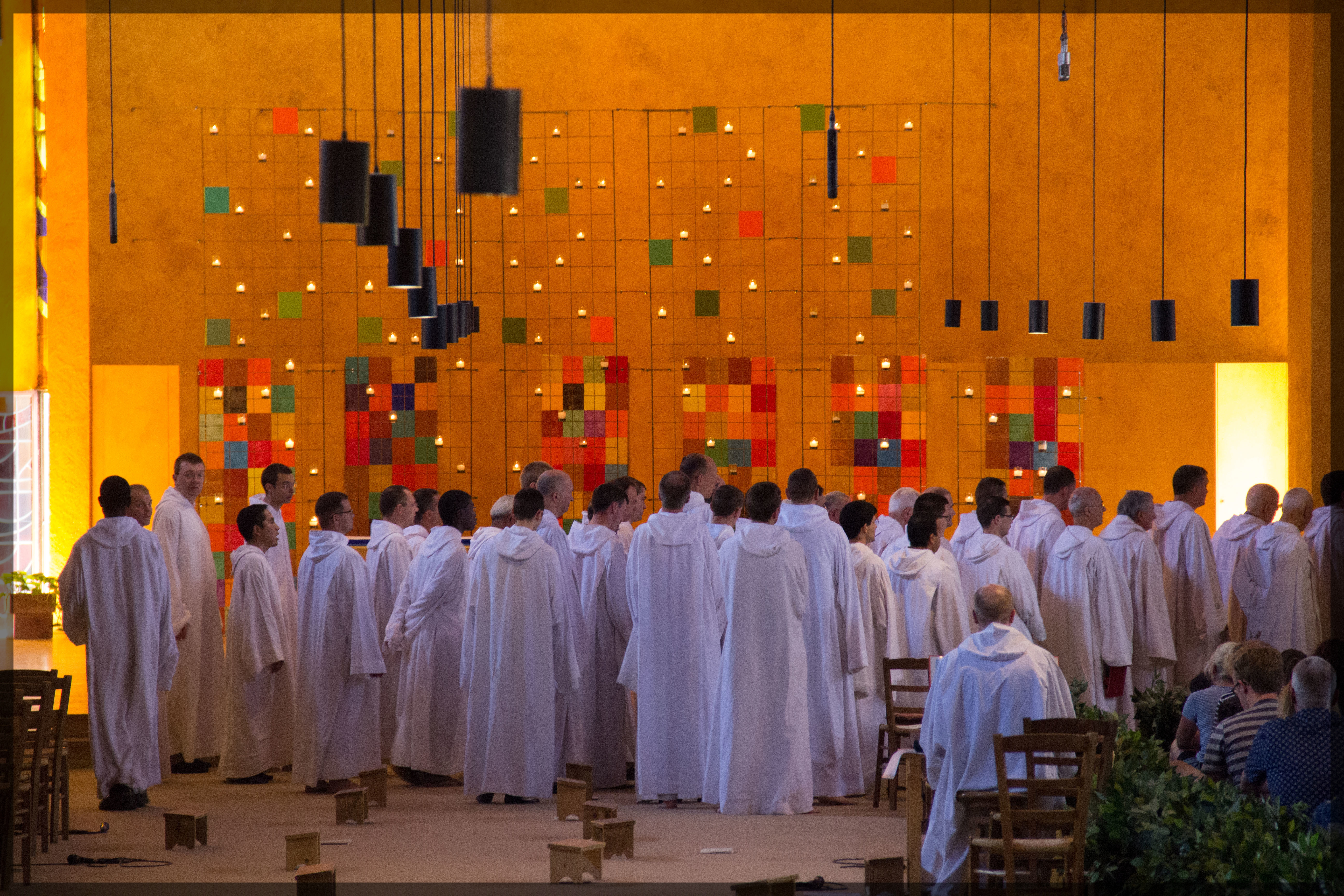
Die Brüder der Gemeinschaft von Taizé beim Auszug nach einem Gottesdienst in der Versöhnungskirche

Die Communauté hat heute annähernd 80 Mitglieder aus etwa 30 verschiedenen Ländern, davon leben 15 bis 20 auf den anderen Kontinenten. Bekannte Mitglieder waren und sind Denis Aubert (Architekt der Versöhnungskirche), Robert Giscard (Gründungsmitglied), Frère John (Theologe), Daniel de Montmollin (Gründungsmitglied), Éric de Saussure (Künstler und Gestalter der Glasfenster in der Versöhnungskirche), Pierre Souvairan (Gründungsmitglied), Pierre-Yves Emery, An Seon Jae (Professor für englische Sprache und Literatur) und Max Thurian (Gründungsmitglied und Konzilsbeobachter beim Zweiten Vatikanischen Konzil). Derzeit gehören ca. zwölf aus dem deutschen Sprachraum stammende Brüder zu der Gemeinschaft.

### Evangelische Räte
In den Anfangsjahren legten die Brüder kein Gelübde ab. Mit der Zeit erkannte Frère Roger aber, dass eine Gemeinschaft ohne die evangelischen Räte nicht funktioniert: Im Jahr 1949 legten also die ersten sieben Brüder ein lebenslanges Gelübde ab: Gütergemeinschaft, Zölibat und Anerkennung einer Autorität (des Priors).

### Habit
Der Habit der Brüder von Taizé ist in einem schlichten Weiß gehalten. Die Ärmel sind länger ausgearbeitet, zudem besitzt das Gewand eine Kukulle. Ein Gürtel oder ein Zingulum, mit dem das Ordenskleid gebunden wird, ist nicht vorhanden, ebenso gibt es keine Tunika (Untergewand). Die Brüder tragen den Habit üblicherweise nur während der drei täglichen Gebete. Frère Roger und Frère Alois trugen den Habit gelegentlich bei öffentlichen Auftritten wie Interviews.

### Prioren der Communauté
Der Taizé-Gemeinschaft standen bislang drei Prioren vor. Frère Roger mochte die Bezeichnung nicht: „Während einer Zusammenkunft unseres Bruderrats habe ich meine Brüder daran erinnert, daß ich den Namen Prior innerhalb der Gemeinschaft immer abgelehnt habe. Dieser Begriff ist für die Außenwelt bestimmt und bezeichnet ein Dienstamt. Für die Communauté bin ich nur der Diener der Gemeinschaft.“ Wichtige Entscheidungen trifft der Prior im Gespräch mit dem Brüderrat, der jährlich zusammentritt und dem alle Brüder angehören.

#### 1. Prior: Frère Roger Schutz (1949–2005)
Der Schweizer Frère Roger war Gründer der ökumenischen Bruderschaft Communauté de Taizé. Im Mai 1940 traf Roger Schutz in Taizé ein, wo er sich in einem verlassenen Haus einrichtete. In seinem Haus fanden Flüchtlinge, vor allem Juden, Schutz vor der Gestapo, denn Taizé lag unweit der damaligen Demarkationslinie zum besetzten Frankreich. Nach Kriegsende kümmerte er sich um deutsche Kriegsgefangene. Geleitet von dem Vorbild seiner Großmutter, die im Ersten Weltkrieg Flüchtlinge aufgenommen hatte und sich bemühte, die durch den Krieg verfeindeten Christen miteinander auszusöhnen, setzte er sich das Ziel, Taizé zu einer Stätte des Gebets, des Friedens und der Aussöhnung zwischen allen Menschen christlichen Glaubens zu machen.

#### 2. Prior: Frère Alois Löser (2005–2023)

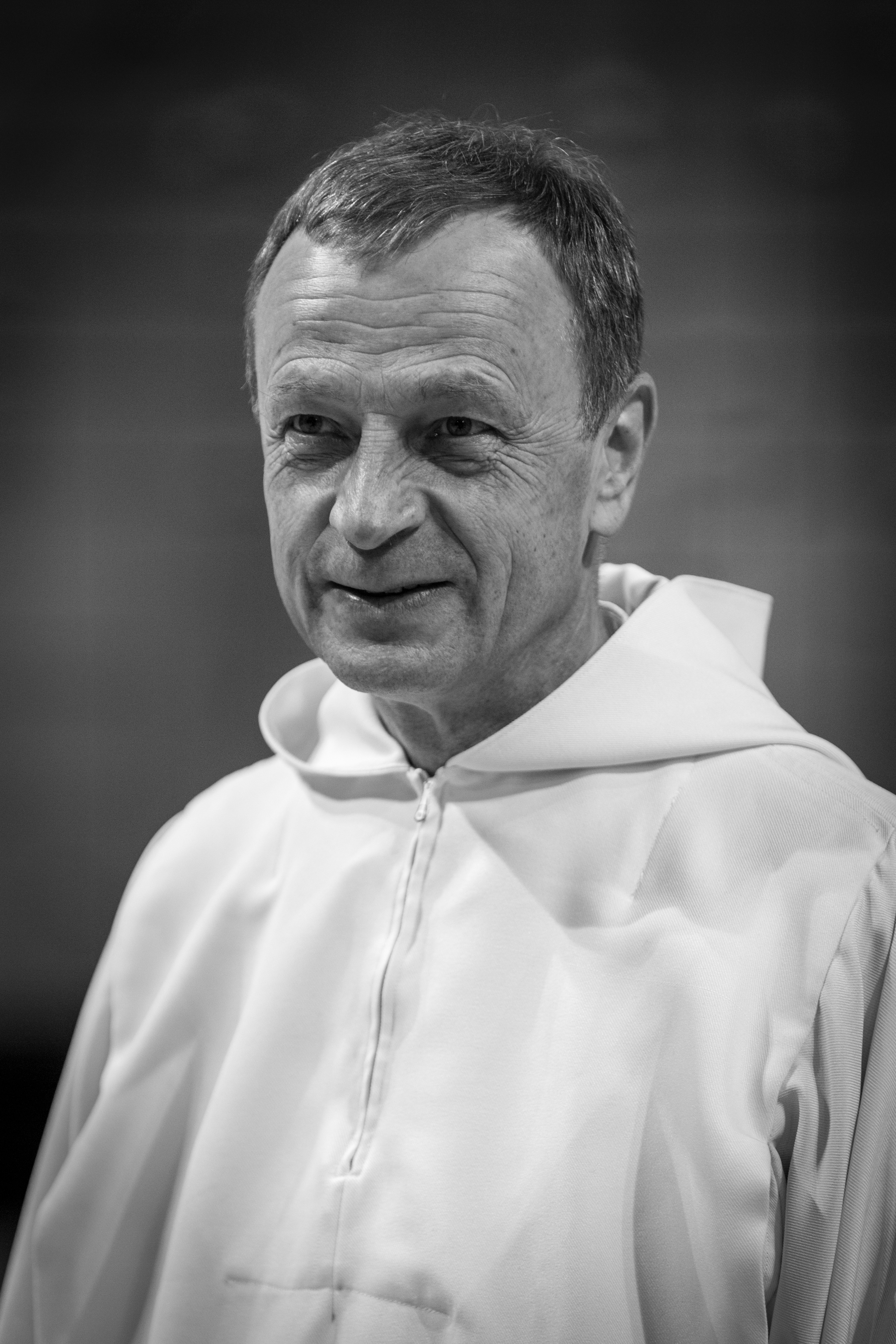
Frère Alois

Nach der Ermordung Frère Rogers folgte der deutsche Katholik Frère Alois diesem als Prior nach. Frère Roger hatte ihn bereits acht Jahre vor seinem Tod zu seinem künftigen Nachfolger ab 2005 bestimmt, da laut der Ordensregel die Ernennung des Nachfolgers dem Prior zufällt. Frère Alois hatte in den letzten Jahren Roger Schutz bereits in vielen Veranstaltungen vertreten und gewann einige Bekanntheit, einerseits durch seine zahlreichen Radio- und Fernsehinterviews, andererseits durch seine musikalische Tätigkeit. Viele der aktuellen Taizé-Lieder stammen aus seiner Feder. Auch schreibt Frère Alois die „Jahresbriefe“, die als Grundlage für die Kleingruppen bei der Bibelarbeit dienen. In den Jahren 2016, 2017 und 2018 standen Leitmotive der Theologie Frère Rogers im Mittelpunkt der Briefe: Barmherzigkeit (passend zum Jahr der Barmherzigkeit), Einfachheit und Freude (im Glauben).
Im Juli 2023 teilte die Gemeinschaft mit, dass Frère Alois das Amt des Priors zum 1. Adventssonntag 2023 niederlegen werde. Frère Alois verbringt seit Februar 2024 zwei Jahre in der Taizé-Fraternität auf Kuba.

#### 3. Prior: Frère Matthew (Andrew Thorpe) (seit 2023)

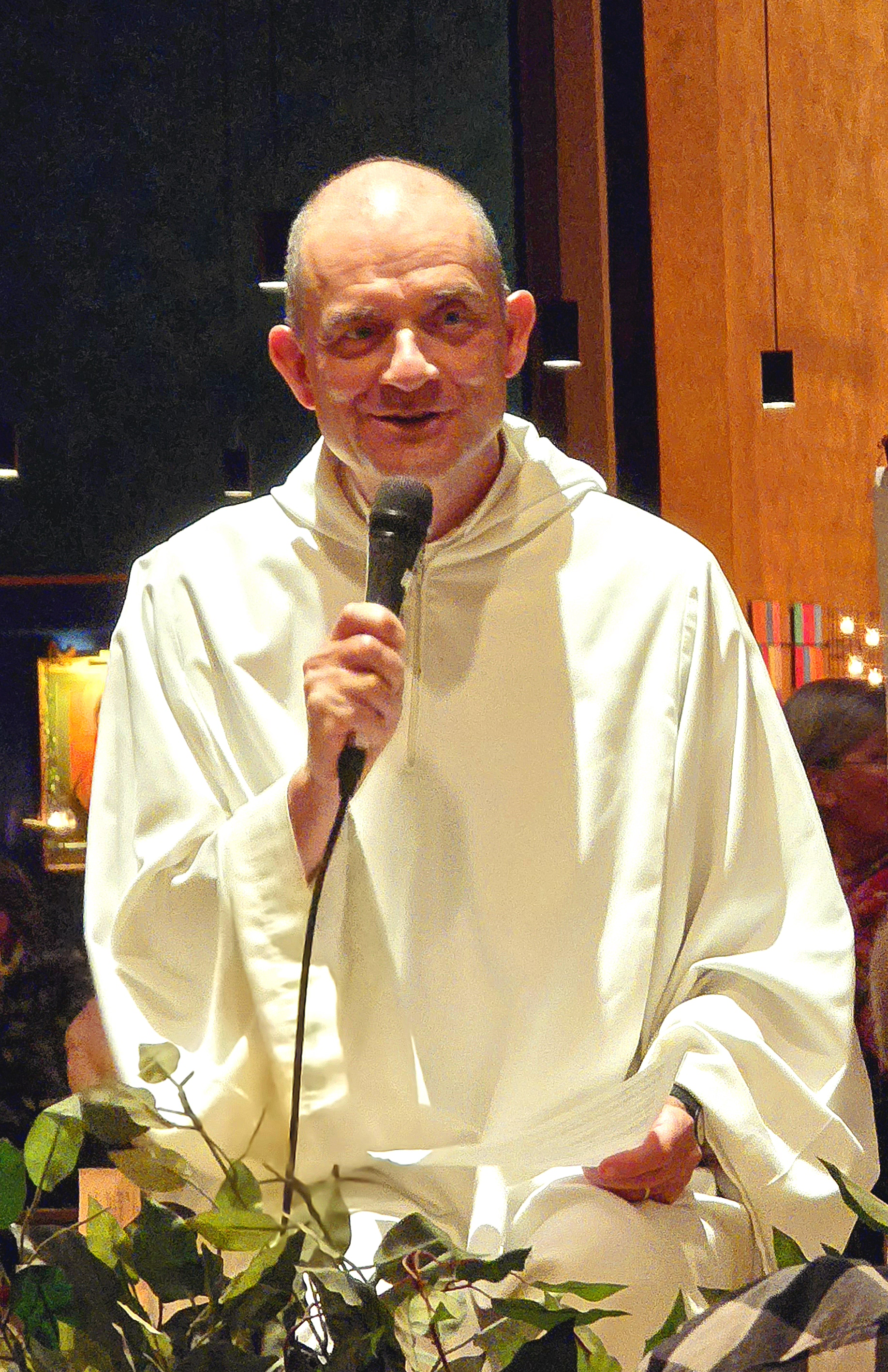
Frère Matthew

Mit dem Rücktritt Frère Alois’ am 1. Advent 2023 trat Frère Matthew (mit bürgerlichem Namen Andrew Thorpe) die Nachfolge als dritter Prior der Gemeinschaft an. Frère Matthew wurde am 10. Mai 1965 in Pudsey (Großbritannien) geboren. Er ist anglikanischer Christ und trat am 10. November 1986 in die ökumenische Gemeinschaft von Taizé ein.

### Fraternitäten
Einige Brüder leben zeitweise nicht in Taizé, sondern in kleinen Fraternitäten unter armen Menschen auf verschiedenen Kontinenten, so derzeit im Senegal, in Kenia, Korea, Bangladesch, Brasilien, Kuba und in einem Vorort von Paris. Sie wollen damit versuchen, unter den Ärmsten ein Zeichen der Liebe zu sein und „teilen ihr Leben mit Straßenkindern, Gefangenen, Sterbenden, mit Menschen, die unter zerbrochenen Beziehungen und Verlassenheit leiden“. Die erste Fraternität wurde 1952 im etwa 40 Kilometer von Taizé entfernten Bergarbeiterstädtchen Montceau-les-Mines eingerichtet. Oft sind diese Fraternitäten nur Provisorien.

#### „Kleine provisorische Gemeinschaften“
Seit dem Sommer 2014 leben Jugendliche in sogenannten „Kleinen provisorischen Gemeinschaften“, die in Taizé ebenfalls Fraternitäten genannt werden. In den gastgebenden (Kirchen-)Gemeinden nehmen die Jugendlichen am Leben der christlichen Ortsgemeinden teil, besuchen einsame und hilfsbedürftige Menschen und gestalten kleine Gebets- oder Jugendtreffen. Zudem beten die „Kleinen provisorischen Gemeinschaften“ drei Mal am Tag im Stil von Taizé. Im deutschsprachigen Raum gab es solche kleinen Gemeinschaften schon z. B. in Aschaffenburg, Berlin-Pankow, Düsseldorf-Gerresheim, Dresden-Cotta, Karlsruhe und Minden (alle Deutschland), Bulle, Delémont und Oberrieden (alle Schweiz) und Amstetten (Österreich). Sowohl weibliche als auch männliche Jugendliche nehmen an diesen zeitlich beschränkten Projekten teil. Die zwei bis fünf Jugendlichen stammen auch aus Übersee, Afrika und Asien. Die „kleinen provisorischen Gemeinschaften“ kann man als Fortentwicklung dessen verstehen, was schon beim „Konzil der Jugend“ angedacht war: Junge Frauen und Männer sollten ausgesandt werden, um vor Ort nach Hoffnungszeichen zu suchen.

### Finanzen
Die Brüder von Taizé bestreiten ihren Lebensunterhalt aus dem Erlös ihrer Arbeit. Bekannt sind vor allem die Töpferwerkstatt und andere künstlerische Arbeiten wie das emaillierte Taizé-Kreuz, das es in unterschiedlichen Farben und Größen gibt. Zudem verkaufen die Brüder zahlreiche Bücher und Tonträger mit den „Gesängen aus Taizé“. Die Brüder nehmen keine Spenden an; Erbschaften werden an Bedürftige weitergereicht.

#### Soziales Engagement
Auf den verschiedenen Kontinenten unterstützt die Communauté Menschen in Schwierigkeiten, unter anderem bedürftige oder kranke Kinder. Diese sog. „Operation Hoffnung“ unterstützte in den vergangenen Jahren z. B. Flüchtlinge in Ungarn und Jordanien, den Bau einer Augenklinik im Kongo oder half den Erdbebenopfern in Nepal. Seit 1998 schickt die Communauté von Taizé humanitäre Hilfe nach Nordkorea, vor allem medizinisches Material und Kindernahrung.
Darüber hinaus muss sie bisweilen Jugendlichen helfen, die für ihre Fahrt und ihren Aufenthalt in Taizé oder zu den Europäischen Jugendtreffen nicht selbst aufkommen können, weil sie aus fernen Ländern mit ungünstiger Wirtschaftslage kommen.

#### Landwirtschaft
Die Brüder versorgten sich zunächst mit Landwirtschaft. Daraus ging 1954 eine Molkereigenossenschaft hervor, der nach wenigen Jahren über 1200 Milchbetriebe angehörten. 1964 brachte die Communauté ihren Landbesitz, Tiere sowie Maschinen in eine landwirtschaftliche Produktionsgemeinschaft ein, die sie zusammen mit fünf Familien gründete. Heute betreiben sie nahezu keine Landwirtschaft mehr, einzig die Betreuung einiger Schafe und Hühner zur Selbstversorgung in ihrem eigenen Garten.

### Taizé-Kreuz

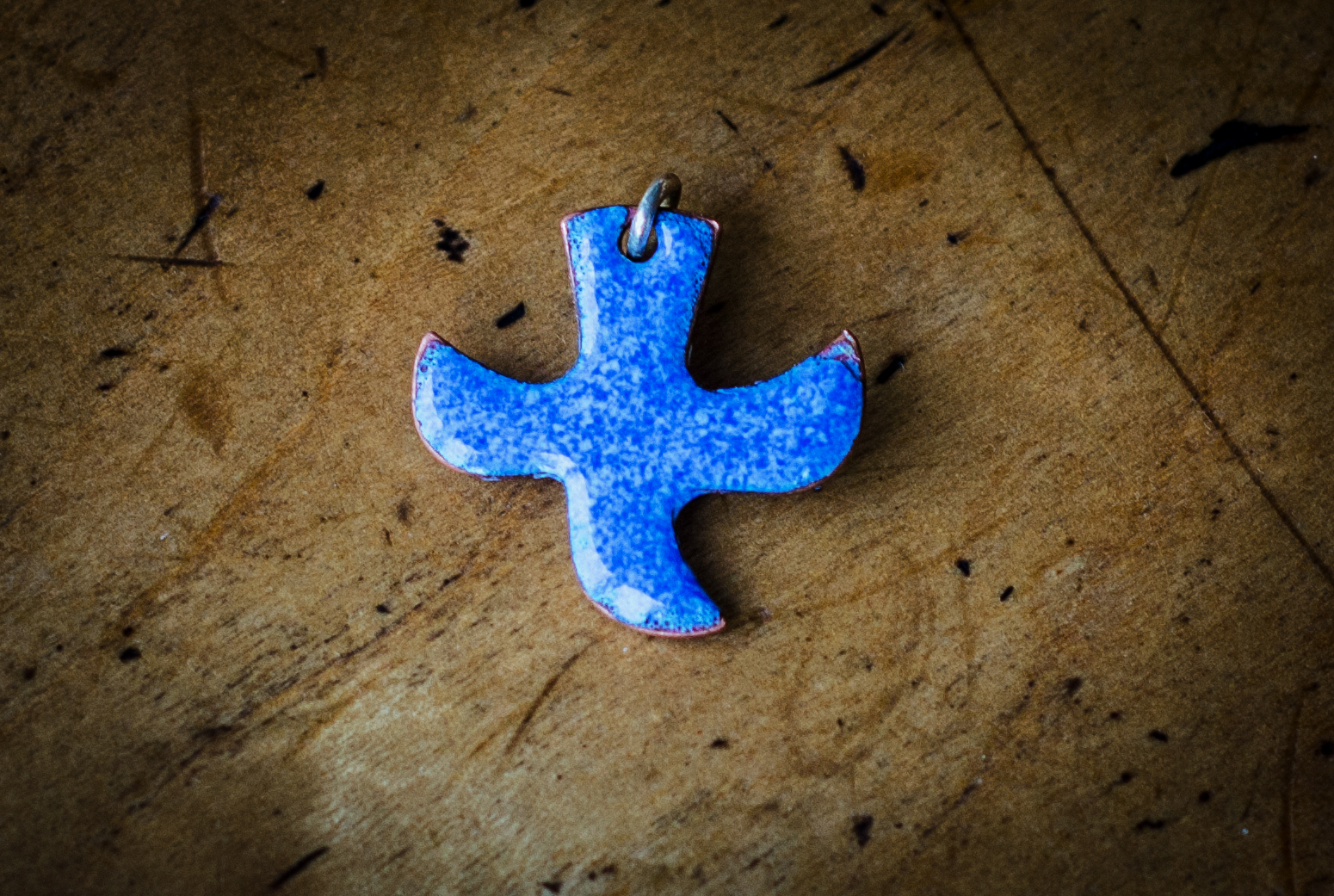
Das Taizé-Kreuz

Das für die Gemeinschaft typische Symbol wurde in den 1970er Jahren vom ersten deutschsprachigen Taizé-Bruder und Künstler Frère Marc (* 1931; † 2024) geschaffen. Es verbindet zwei christliche Symbole, das Kreuz und die Taube. Das Kreuz erinnert an Tod und Auferstehung Jesu und die Hoffnung der Gläubigen auf Erlösung. „Die Taube taucht bereits in vorbiblischer Zeit als Symbol des Friedens auf. Im christlichen Kontext ist sie auch Symbol für den Heiligen Geist: Gottes Geist führt die Völker in Frieden zusammen“.
Die Kreuze werden von den Brüdern der Gemeinschaft hergestellt und in der „Exposition“ verkauft. Es gibt sie in zwei verschiedenen Größen und in verschiedenen Farben, die durch eine Beschichtung und Einbrennung mit Email entstehen.
Viele Jugendliche tragen den Kreuz-Tauben-Anhänger auch nach ihrem Aufenthalt, so z. B. Lena Meyer-Landrut beim Gewinn des Eurovision Song Contest in Oslo 2010.

## Jugendtreffen

### Jugendtreffen in Taizé
Woche für Woche treffen sich mehrere Tausend Jugendliche, in den Sommermonaten und an Ostern teilweise bis zu 6000 Jugendliche in Taizé, um dort an den internationalen Jugendtreffen teilzunehmen. Jeder Teilnehmer der Treffen ist eingeladen, im christlichen Glauben einen Sinn für das eigene Leben zu finden und sich darauf vorzubereiten, zu Hause Verantwortung zu übernehmen. Eine Anmeldung ist mittlerweile online möglich. Oft reisen die Jugendlichen in Gruppen aus Kirchengemeinden, Schulen oder sonstigen Einrichtung an, es gibt aber auch Individualreisende.

#### Aufenthalt bei den Jugendtreffen in Taizé
| 08:00        | Morgengebet mit Kommunion oder gesegnetem Brot              |
| anschließend | Frühstück                                                   |
| 10:00        | Bibeleinführung in großen Gruppen                           |
| anschließend | Kleingruppengespräche                                       |
| 12:20        | Mittagsgebet                                                |
| anschließend | Mittagessen                                                 |
| 14:00        | verschiedene Arbeiten, Chorprobe oder Gespräche             |
| 17:00        | Tee                                                         |
| 17:30        | Workshops/Regionaltreffen                                   |
| 19:00        | Abendessen                                                  |
| 20:20        | Abendgebet mit offenem Ende                                 |
| 23:30        | Nachtruhe (die Kirche bleibt zum Beten und Singen geöffnet) |

Grundsätzlich ist ein Aufenthalt in Taizé an wenige feste Regeln gebunden. Es existieren Essenszeiten und gemeinsame Gebete, außerdem wird ein wöchentlicher Turnus eingehalten, der auf die Ankunft am Sonntagnachmittag und Abreise am darauf folgenden Sonntagmittag ausgelegt ist und von den meisten Besuchern eingehalten wird. Anmelden sollte man sich mindestens zwei Wochen vor dem Aufenthalt.
Möchte man sich auf die Woche in Taizé vorbereiten, empfehlen die Brüder, sich mit der Tagesstruktur vertraut zu machen und sich über den einfachen Lebensstil in Taizé zu informieren. Zudem kann es hilfreich sein, sich in einige der Taizé-Lieder „hineinzuhören“. Überdies gibt es mittlerweile eine Reihe von Filmen, die den Aufenthalt näher beschreiben.
Nach der Ankunft werden Besucher wenn möglich in ihrer Muttersprache begrüßt und bekommen einen kurzen Überblick über die Anlagen und Tagesabläufe in Taizé. Die Unterbringung erfolgt für Jugendliche und junge Erwachsene zwischen 15 und 29 Jahren in Baracken oder Großraumzelten, das Mitbringen von eigenen Zelten oder Wohnwagen ist ebenfalls möglich und besonders in der Hauptsaison sinnvoll. Bei den 15- bis 16-Jährigen schlafen Betreuer mit in der Unterkunft.
Für Unterbringung und Verpflegung wird von Jugendlichen aus Deutschland ein Kostenbeitrag zwischen 7 € und 10 € pro Person und Tag entrichtet. Der Betrag variiert je nach Herkunftsland, um den verschiedenen wirtschaftlichen Gegebenheiten Rechnung zu tragen. So können die Teilnehmer nach ihren persönlichen Gegebenheiten beitragen, um finanziell Schwächeren einen verbilligten Aufenthalt zu ermöglichen.

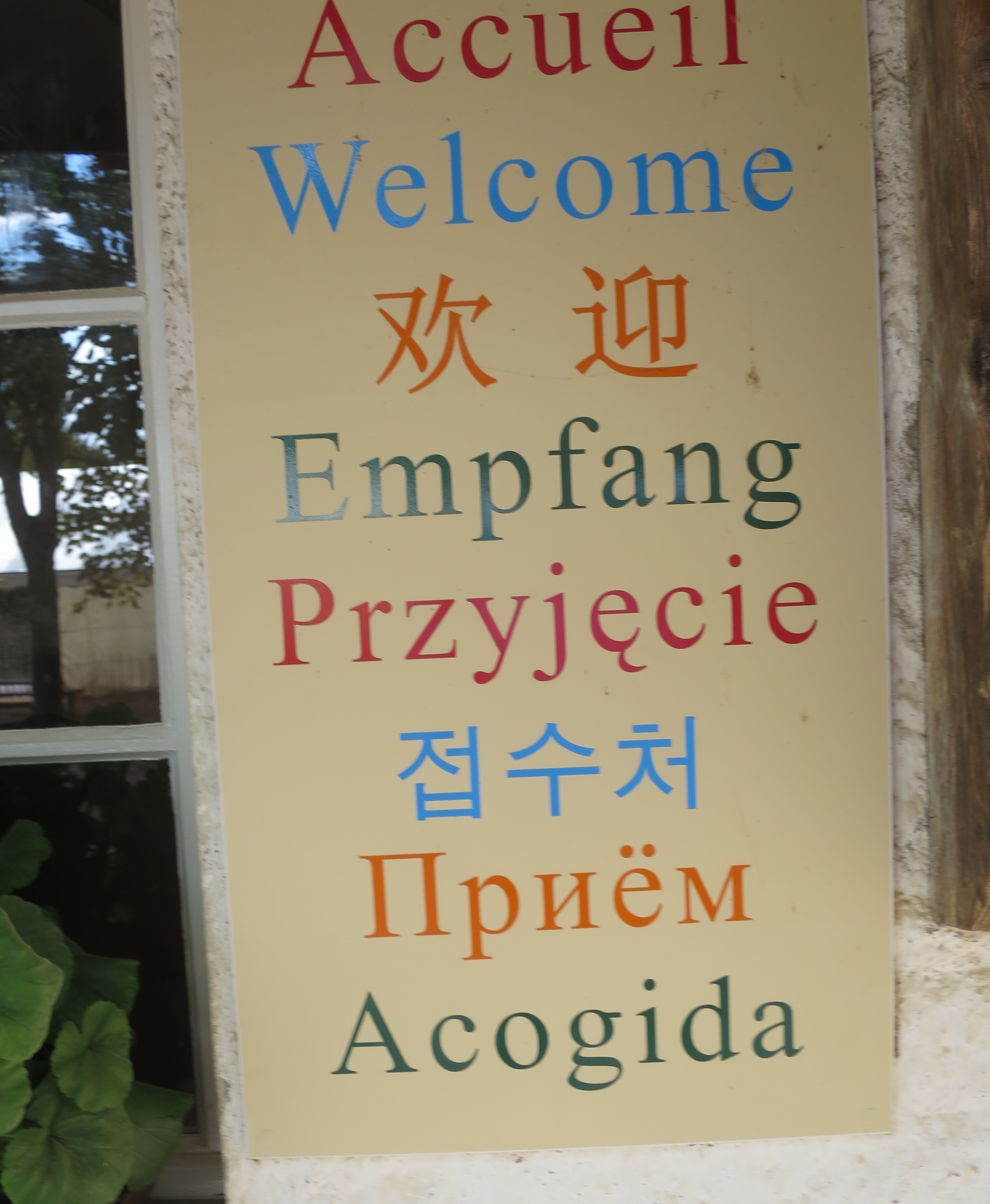
Mehrsprachiger Empfang in Taizé
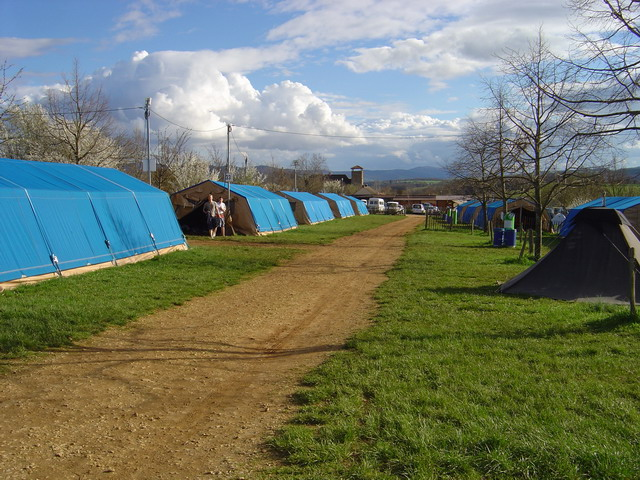
Gemeinschaftsunterkünfte
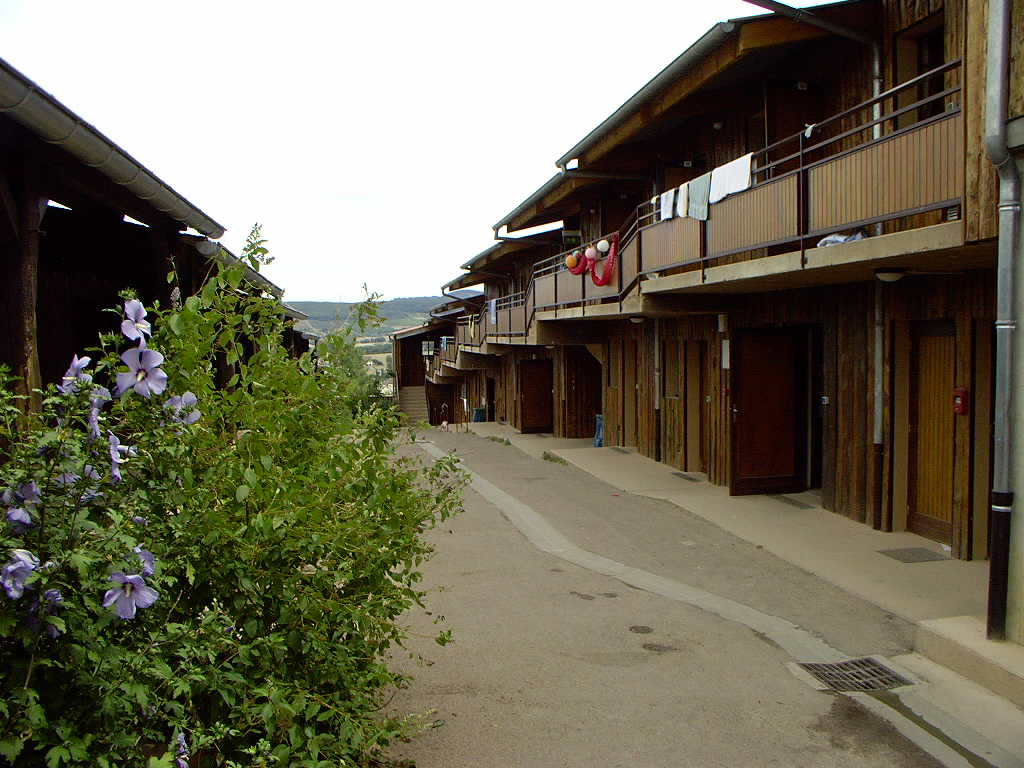
Einfache Holzhütten für sechs bis zehn Bewohner
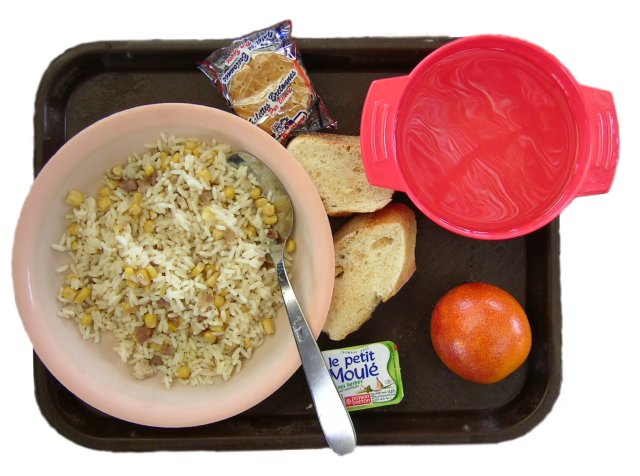
Mittagsmahlzeit
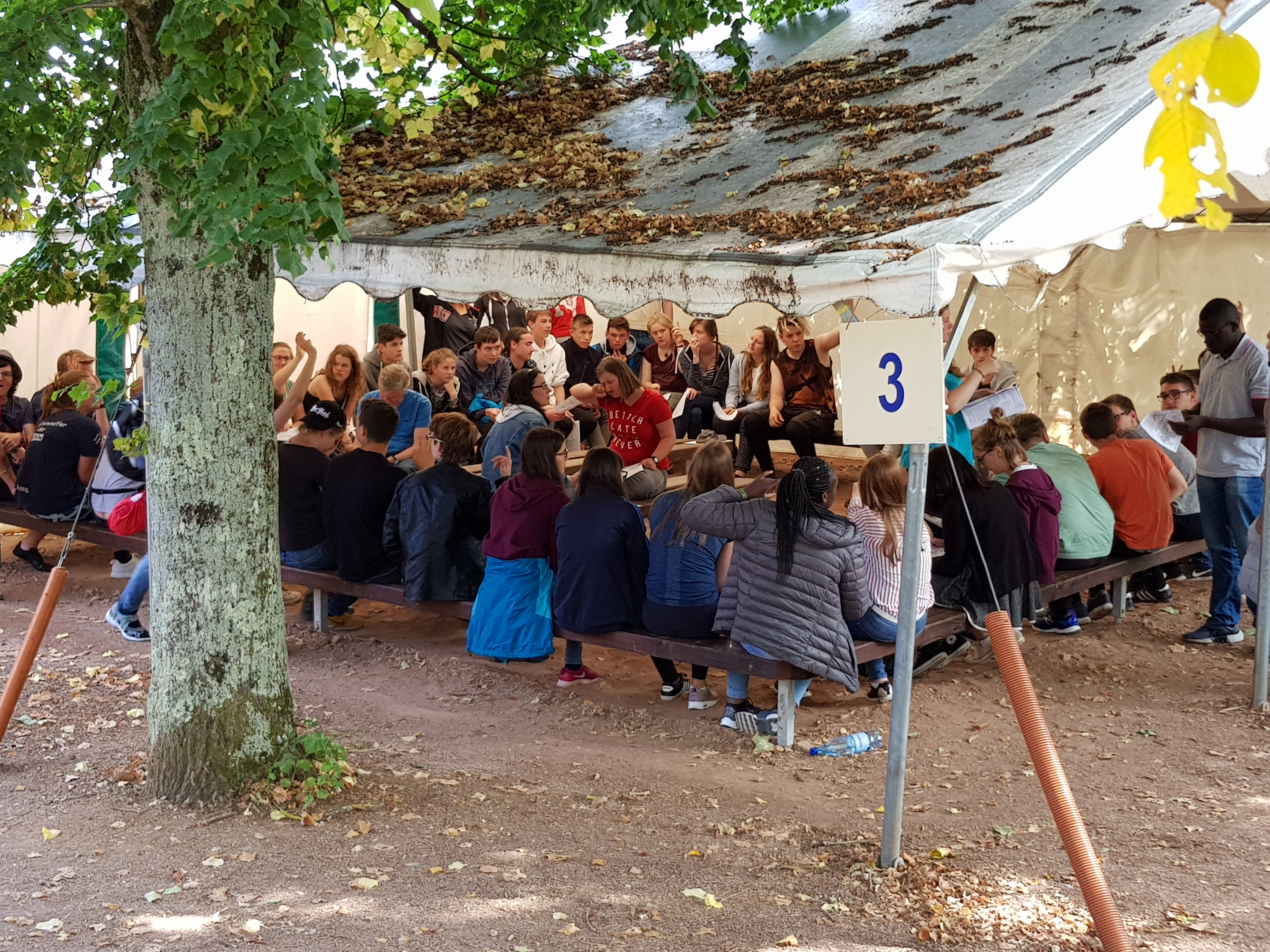
Empfang

##### Aktivitäten während einer Taizé-Woche
Für die Zeiträume zwischen den Gebeten und Mahlzeiten ist es möglich, sich für eines von drei Themengebieten, die sich meist mit Bibeltexten oder Auszügen aus dem Brief aus Taizé befassen, zu entscheiden. Diese werden dann täglich vormittags im Rahmen der Bibeleinführung von einem Bruder vorgestellt und anschließend in multinationalen und oft auch multilingualen Kleingruppen besprochen. Nachmittags werden die Gesprächsgruppen fortgesetzt oder es wird während der Zeit eine gemeinnützige Arbeit verrichtet.

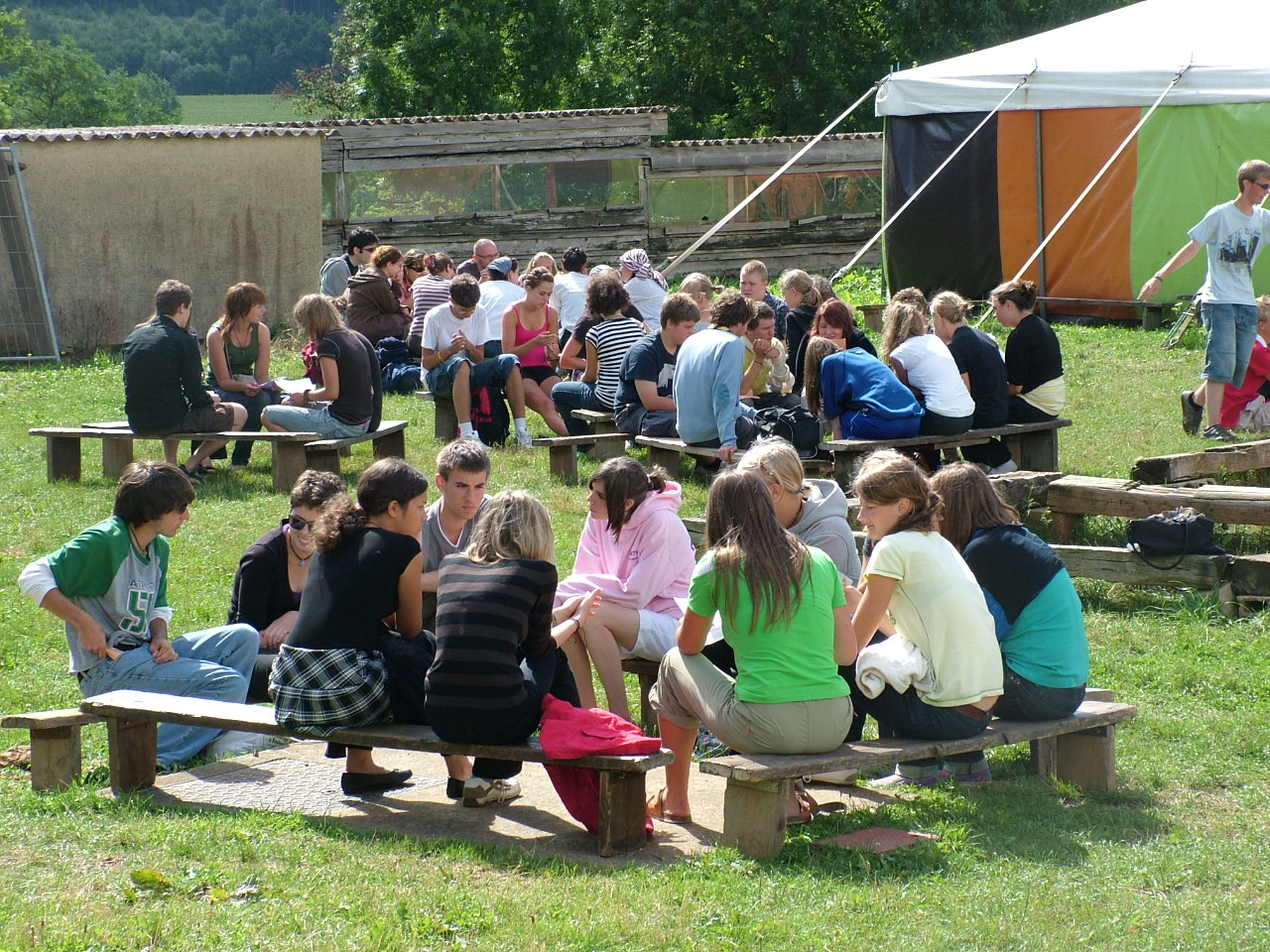
Kleingruppen bei der Bibelarbeit
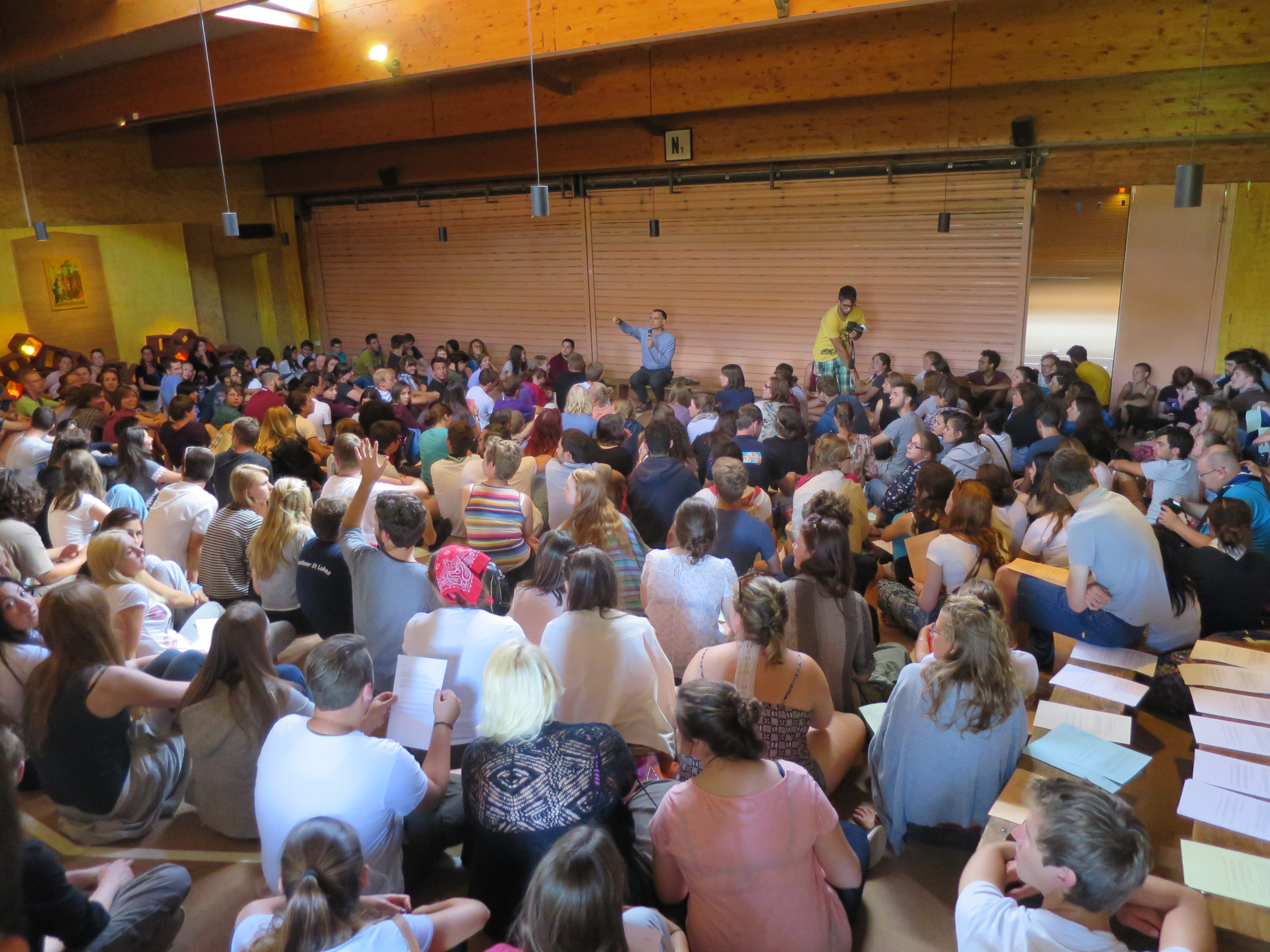
Bibeleinführung in Taizé für 15- und 16-Jährige

Diese Arbeiten werden ebenfalls zu Beginn der Woche verteilt und beinhalten Aufgaben, die im laufenden Betrieb anfallen, beispielsweise Kochen, Abwaschen, Putzen und Aufräumen des großen Geländes. Darüber hinaus werden aber auch Nightwelcome-Helfer (umgangssprachlich auch häufig Nightguards genannt – diese Bezeichnung entspricht jedoch nicht der Vorstellung der Brüder), die für die Nachtruhe sorgen, Helfer für die Gottesdienste, Betreuer für die Kinder in Olinda, Verkäufer für das Oyak, Helfer für die Taizé-eigene Werkstatt genannt Cadole, Helfer für die Ordnung auf dem Gelände, Helfer für den Auf- und Abbau der Großraumzelte und geübte Sänger für den Chor während der Gottesdienste aus den Reihen der Besucher eingeteilt.
Vor dem Abendessen besteht die Möglichkeit, an einem Workshop oder einer Diskussion mit täglich wechselnden Themen teilzunehmen.

##### Permanents
Darüber hinaus gibt es eine größere Anzahl von freiwilligen Helfern, die einen längeren Zeitraum zwischen vier Wochen und einem Jahr in Taizé verbringen. Diese „Permanents“ oder Freiwilligen organisieren die einzelnen Arbeitsteams, erledigen Aufgaben wie die Begrüßung neuer Besucher, die Arbeit im Casa oder in La Morada, die Leitung des Küchenteams usw. Die jungen Erwachsenen zwischen 18 und 28 Jahren übernehmen so verschiedene Aufgaben, die zur Durchführung der Jugendtreffen nötig sind. „Meistens bleiben etwa 40 junge Frauen und Männer, nicht nur aus Europa, sondern auch aus Afrika, Asien, Nord- bzw. Südamerika, und Ozeanien, für einige Monate oder ein Jahr. Hinzu kommen, von Frühling bis Herbst, Jugendliche, die einige Wochen bleiben.“ Wer länger bleibt, wird gebeten, die erste Woche den normalen Kostenbeitrag zu geben. Danach braucht man keinen weiteren finanziellen Beitrag leisten. Von der zweiten Woche an teilt man einen Schlafraum mit anderen, die länger bleiben. Es gibt in der Zeit eine Betreuung durch einen Bruder der Gemeinschaft oder einer Schwester der Gemeinschaft von Saint-André. Früher war es möglich, seinen Zivildienst in Taizé zu absolvieren. Eine Anerkennung als Freiwilliges Soziales Jahr ist derzeit nicht möglich – eine Bescheinigung der Mitarbeit in Taizé ist aber möglich. Einige der männlichen Permanents bitten nach dem Jahr um Aufnahme in die Gemeinschaft der Brüder.

##### Schweigewoche
Es besteht die Möglichkeit, eine Woche lang zu schweigen. Die an der Schweigewoche teilnehmenden Jugendlichen werden etwas abseits untergebracht. Morgens erhalten sie eine Bibeleinführung durch einen Taizé-Bruder bzw. eine Schwester der Gemeinschaft von Saint-André. Zudem besteht die Möglichkeit des Einzelgesprächs. Die Jugendlichen, die die Woche schweigend verbringen, nehmen an den drei täglichen Gottesdiensten teil. Es besteht auch die Möglichkeit, nur über ein Wochenende ins Schweigen zu gehen.

##### Familien und Erwachsene über 30 Jahre
Familien mit Kindern treffen sich im 600 m entfernten Olinda in Ameugny, wo auch eine Betreuung für Kleinkinder angeboten wird. Die Teilnehmerzahl ist allerdings aufgrund der starken Überlastung des Ortes seit 2006 auf bestimmte Kalenderwochen und während dieser Wochen auf 100 Familien pro Woche beschränkt. Die Familien werden überdies gebeten, nicht öfter als einmal in zwei Jahren zu kommen.
Auch Erwachsene ab 30 Jahren haben eine gesonderte Unterbringung und ein eigenes Programm, sie dürfen – sofern sie keine Gruppe Jugendlicher nach Taizé führen – einmal im Jahr kommen; auch hier gibt es in den Wochen mit vielen Teilnehmern eine Begrenzung.

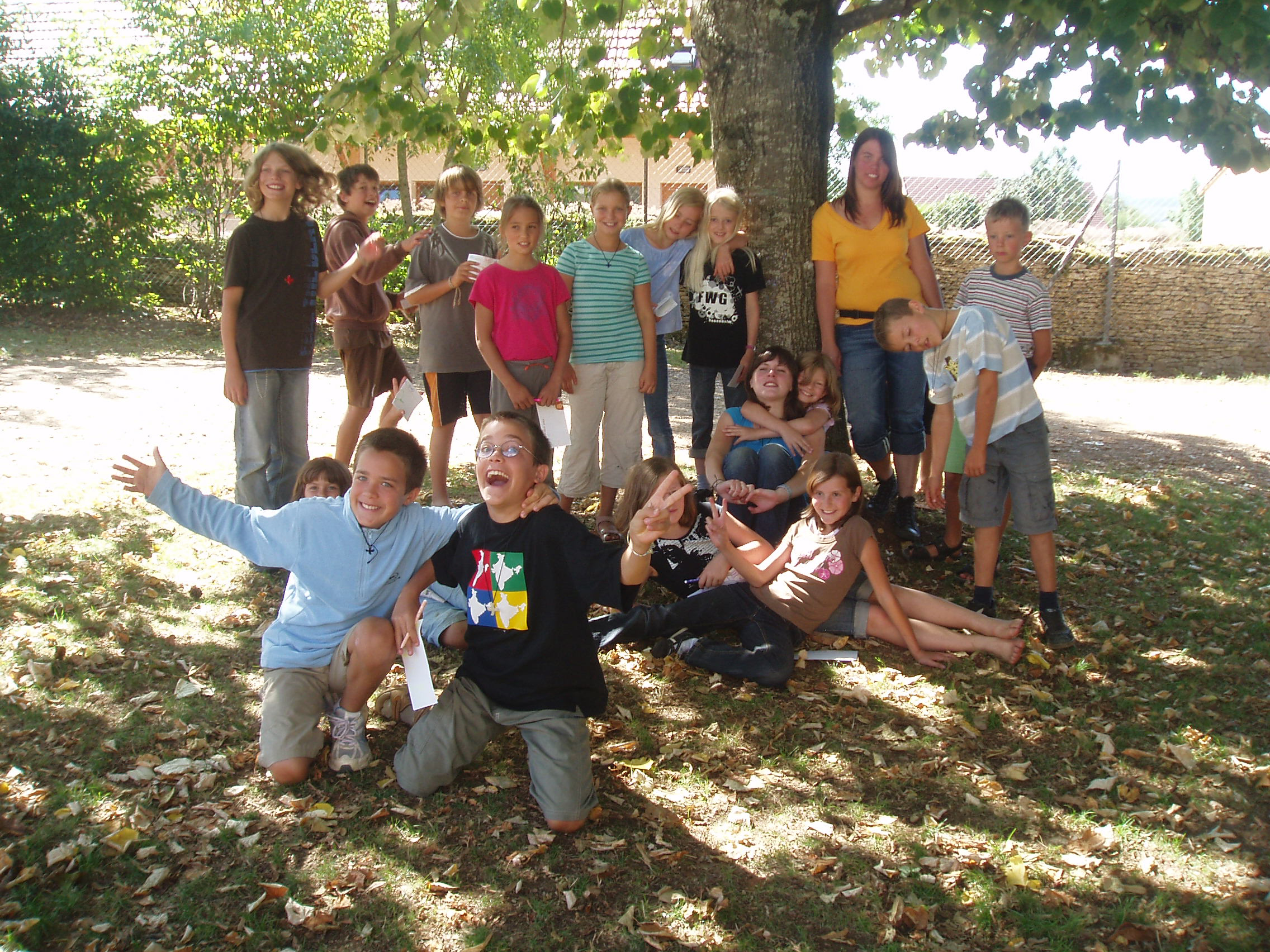
Kinder- und Familienbetreuung in Olinda
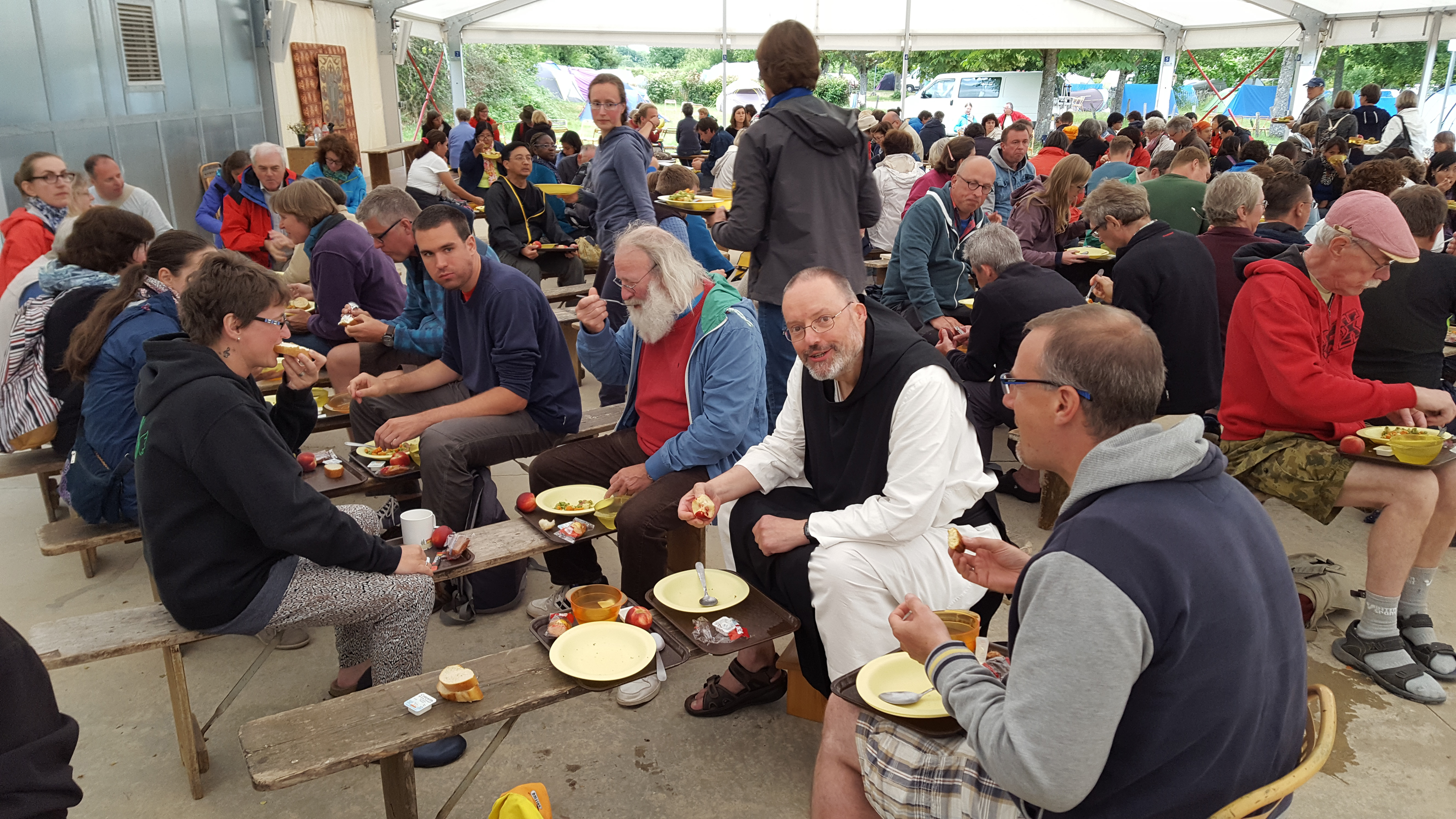
Essen bei den Erwachsenen
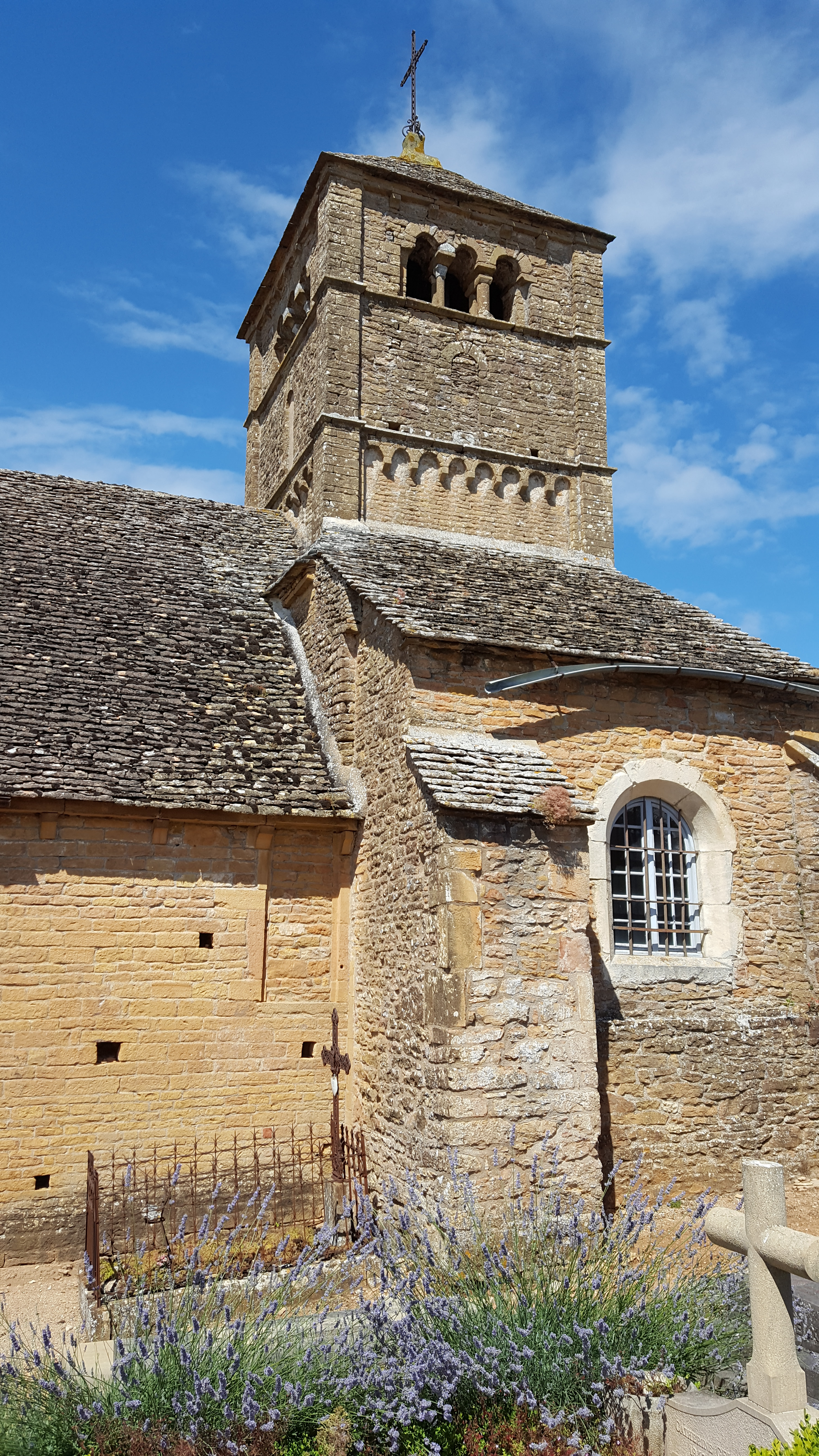
Kirche von Ameugny

#### Treffen mit besonderer Ausprägung
In manchen Wochen laden die Brüder nur bestimmte Zielgruppen nach Taizé: So fand beispielsweise im Sommer 2018 eine Woche statt, die nur für junge Erwachsene (von 18 bis 35 Jahre) war.
In Taizé wird eine islamisch-christliche Freundschaft gefördert, dies zeigte sich z. B. an einem Themenwochenende unter dem Leitwort (5. bis 8. Mai 2017) „Der Sinn für Gott“. Über 300 Teilnehmer kamen aus Frankreich und den Nachbarländern. Viele der jugendlichen Teilnehmer sind im „Verein Coexister“ engagiert. Unter dem Motto „Inneres Leben und geschwisterliche Gemeinschaft“ fand im Juli 2018 ein weiteres Wochenende der Freundschaft zwischen jungen Muslimen und Christen in Taizé statt, auch hier waren junge Erwachsene (ab 18 Jahren) eingeladen.

#### Sicherheit
Nach den Terroranschlägen in Paris am 13. November 2015 wurden in Frankreich der Schutz vor terroristischen Anschlägen erhöht (Plan Vigipirate) und große Veranstaltungen durch Militärpatrouillen beschützt. Zeitweise wurden so das Taizé-Gelände und die Gebete in der Kirche der Versöhnung durch Soldaten und Polizisten bewacht und im Zuge dessen auch Taschenkontrollen durchgeführt.

### Pilgerweg des Vertrauens auf der Erde
Zu den Zielen der Communauté gehört es, mit jungen Erwachsenen (und für die Jugendarbeit Verantwortlichen) quer durch die Ortskirchen einen „Pilgerweg des Vertrauens auf der Erde“ zu gehen, der sich der Bergpredigt Jesu von Nazaret in besonderer Weise verpflichtet weiß. Dabei werden gemeinsames Beten, Nachdenken über praktische Umsetzungsmöglichkeiten der Bergpredigt bis hin zu politischem Engagement auf unkomplizierte Weise miteinander verbunden.
Dieser Weg hat nicht die Gestalt einer fest organisierten Bewegung; vielmehr werden Jugendliche dazu aufgerufen, sich in ihrem Alltag für Frieden, Versöhnung in der Kirche und Vertrauen auf der Erde zu engagieren. Als Etappe auf diesem Pilgerweg werden seit 1978 zum Jahreswechsel mehrtägige Europäische Jugendtreffen vorbereitet. Waren es in den Anfangsjahren zwischen 15.000 und 20.000 Jugendliche, die „zwischen den Jahren“ in einer europäischen Metropole zusammenkamen, so steigerte sich die Teilnehmerzahl – vor allem nach der Öffnung des Eisernen Vorhangs – auf über 100.000 Teilnehmer, so 1992 in Wien oder 1994 in Paris. In den vergangenen Jahren gingen die Teilnehmerzahlen wieder zurück, so nahmen rund etwas über 15.000 an den Treffen 2017/18 und 2018/19 in Madrid teil.
Seit den 1980er Jahren finden in unregelmäßigen Abständen Treffen auf anderen Kontinenten statt. So laden die Brüder für die Zeit vom 25. bis 29. September 2019 nach Kapstadt. 1995 fand das erste Treffen auf dem afrikanischen Kontinent statt: Johannesburg in Südafrika war Gastgeber. Überdies fanden in Afrika Treffen 2008 in Kenia, 2012 in Ruanda und 2016 in Benin statt.
Auch auf dem asiatischen Kontinent gab es schon Jugendtreffen. So luden die Brüder zu einem Jugendtreffen im August 2018 nach Hongkong, es fand 2010 ein Treffen in Manila/Indonesien statt, 2006 eines in Kalkutta in Indien. Im Mittleren Osten wird es 2019 ein Treffen im Libanon geben. Davor waren Treffen z. B. in Ägypten 2017. Auf dem amerikanischen Kontinent fanden Treffen beispielsweise in der Karibik (Puerto Rico, Haiti und Kuba, 2014), Mexiko und USA statt.

#### Besuche der Brüder in aller Welt
Die Brüder nehmen Einladungen zu kirchlichen Großveranstaltungen an. So besuchen Brüder den Deutschen Evangelischen Kirchentag, den Katholikentag, den Weltjugendtag und zahlreiche Nacht der Lichter. Vor allem in Deutschland und anderen europäischen Ländern, aus denen viele der Taizé-Besucher kommen, sind Brüder regelmäßig zu Gast.
Der enge Kontakt zu Jugendlichen beschränkt sich aber nicht nur auf Großveranstaltungen und Europa, die Brüder besuchen Jugendliche auf der ganzen Welt. Zudem finden in Asien regelmäßig Gebete im Stile von Taizé statt. Zudem verfügen die Brüder oft über ein Netzwerk in den Regionen der Welt, für die sie verantwortlich zeichnen. So engagiert sich beispielsweise der Koreaner Frère Han Yol Shin im Friedensprozess seiner Heimat und unterstützt die hungernde Bevölkerung in Nordkorea mit Lebensmittellieferungen.

### Nacht der Lichter

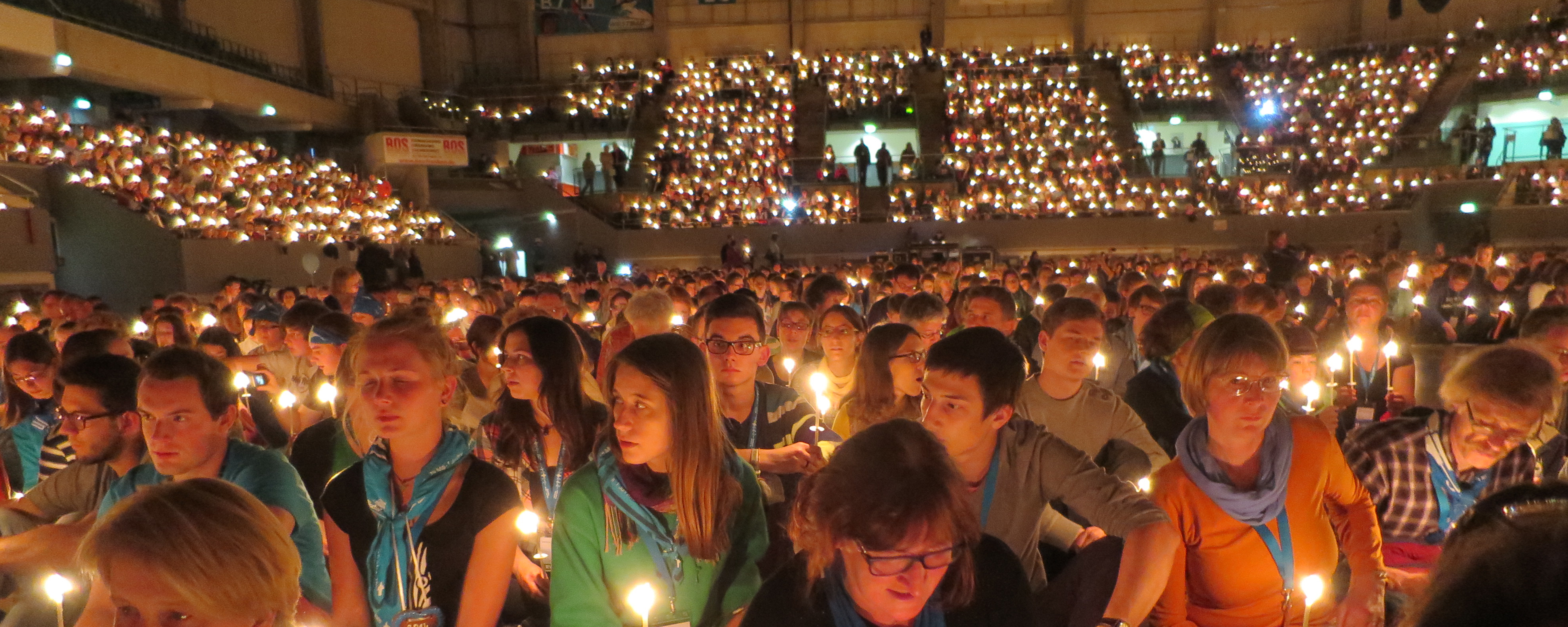
„Nacht der Lichter“ beim 99. Katholikentag in Regensburg

Mit Nacht der Lichter werden Gebete mit Gesängen aus Taizé bezeichnet, die im Herbst und Winter in vielen Gemeinden stattfinden und auf die Europäischen Jugendtreffen über den Jahreswechsel einstimmen und zur Vorbereitung auf diese Treffen dienen. Es wird jährlich ein Text-Vorschlag für die Gestaltung einer solchen „Nacht der Lichter“ herausgegeben. Die Bezeichnung bezieht sich auf die in Taizé jeden Samstagabend stattfindende Lichterfeier, in der der Auferstehung Jesu Christi gedacht wird. Dabei erhält jeder Besucher am Eingang eine Kerze. Diese werden im Verlauf des Gebets während des Gesangs der Reihe nach, ausgehend von einem Kind, entzündet. Auch auf kirchlichen Großveranstaltungen wie dem Katholikentag gibt es eine „Nacht der Lichter“.

## Anlagen und Gebäude in Taizé

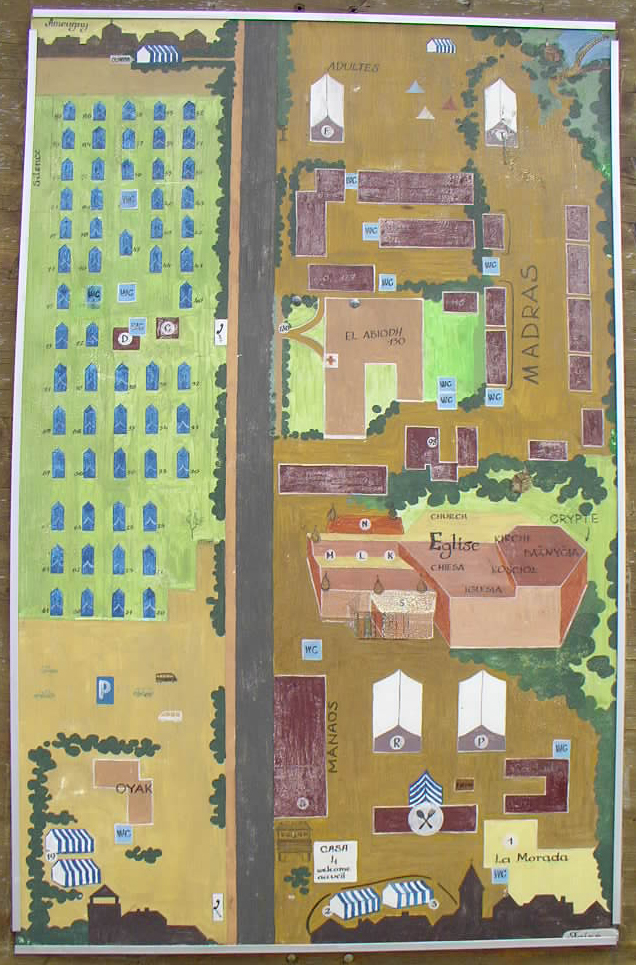
Übersichtsplan von Taizé

Taizé und das Nachbardorf Ameugny liegen auf einem Hügel in der burgundischen Landschaft, dieser ist etwa 2600 Meter lang (wobei auf Taizé etwa ein Kilometer entfällt) und 500 Meter breit. Der alte Dorfkern Taizés, in dem sich heute nur noch wenige Häuser befinden, die landwirtschaftlich geprägt sind, schmiegt sich an den Fuß des Hügels an. Die Brüder wohnen in Häusern rund um die alte romanische Dorfkirche Ste-Marie-Madeleine.
Die Klosteranlage, auf der sich die Jugendtreffen abspielen, beginnt mit dem Empfang, an dem man sich anmeldet. Auf einem leicht ansteigenden Gelände folgen Glockenturm, Kirche der Versöhnung, Krankenstation, Unterkünfte/Sanitäranlagen für die Jugendlichen, Unterkünfte/Sanitäranlagen für die Erwachsenen und nach etwa einem Kilometer Ameugny, wo die Familien untergebracht sind.
Versöhnungskirche
Die Kirche der Versöhnung ist die 1962 erbaute Hauptkirche in Taizé. Hier finden die drei Gebetszeiten statt.
Die Krypta der Versöhnungskirche ist für das stille Gebet vorgesehen. Der Eingang befindet sich auf der Nord-Ost-Seite; ein Fußweg führt zwischen Versöhnungskirche und Exposition dorthin. Auch nutzten Gruppen die Krypta, um dort Gottesdienst zu feiern.
Die Orthodoxe Kapelle wurde 2018 fertiggestellt und ist über die Krypta zu erreichen. In der Kapelle sind zahlreiche orthodoxe Ikonen zu finden.
El Abiodh ist die 1965 erbaute Krankenstation mit kleinem Gästehaus der Communauté de Taizé. Der Name stammt von einer Stadt in der südalgerischen Wüste. Dort hat René Voillaume mit einigen Gefährten in der Nachfolge Charles de Foucaulds gelebt. Daraus entstanden die Kleinen Brüder Jesu. Die Stadt heißt heute El Abiodh Sidi Cheikh. Das Haus El Abiodh hat zwei angebaute Flügel, die Konstantinopel und Lambaréné genannt werden.
La Morada (span. „die Heimat“, „der Wohnsitz“, „der Aufenthalt“) ist die Anlaufstelle der Communauté de Taizé, sie wird auch „Maison Jaune“ (gelbes Haus) genannt. Dort können Wertgegenstände abgegeben werden, aktuelle Tageszeitungen liegen aus und dringende Mitteilungen sowie Briefe können dort hinterlegt werden. Angrenzend an das Haus befinden sich ein Garten und Werkstätten der Brüder der Communauté.
Casa (span. „Haus“) ist die Anlaufstelle für die Jugendtreffen. Jeder, der nach Taizé kommt, meldet sich hier an und erhält alle wichtigen Informationen für die Zeit des Aufenthaltes. Außerdem ist es erste Kontaktstelle bei Problemen. Früher wurde dieses Haus „Tenietz“ (nach dem Kloster Mariánská Týnice) genannt.
Das Oyak ist ein kleiner Kiosk, in dem man zum Selbstkostenpreis Getränke, einen kleinen Imbiss und andere Artikel des täglichen Gebrauchs kaufen kann. Abends treffen sich hier viele der Jugendlichen, um zusammen Musik zu machen und sich zu unterhalten. Der Ausschank von Alkohol ist auf ein Getränk pro Person und Tag beschränkt. Der Name Oyak stammt von der gleichnamigen Stadt in der Provinz Douala in Kamerun ab.

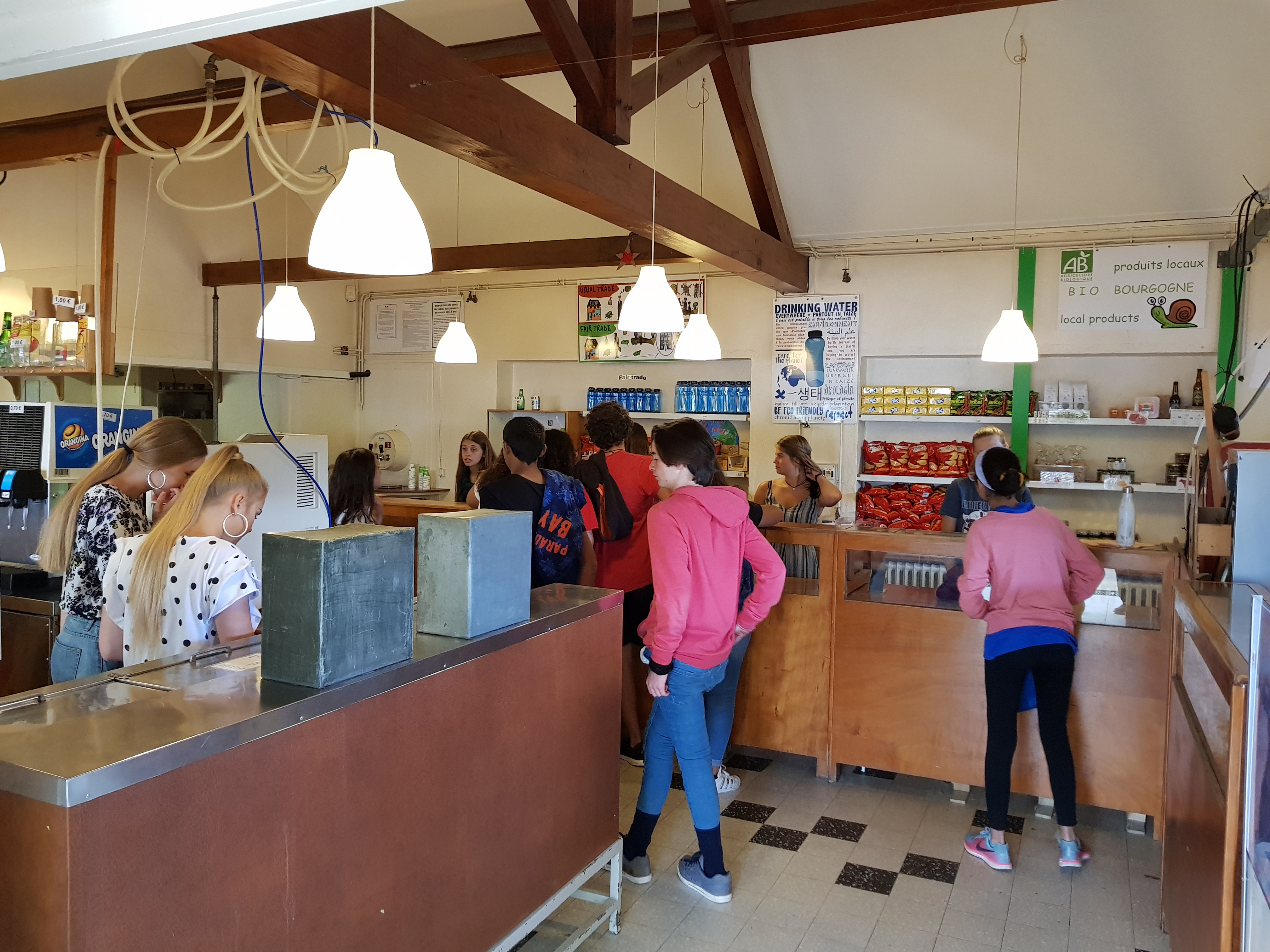
Oyak
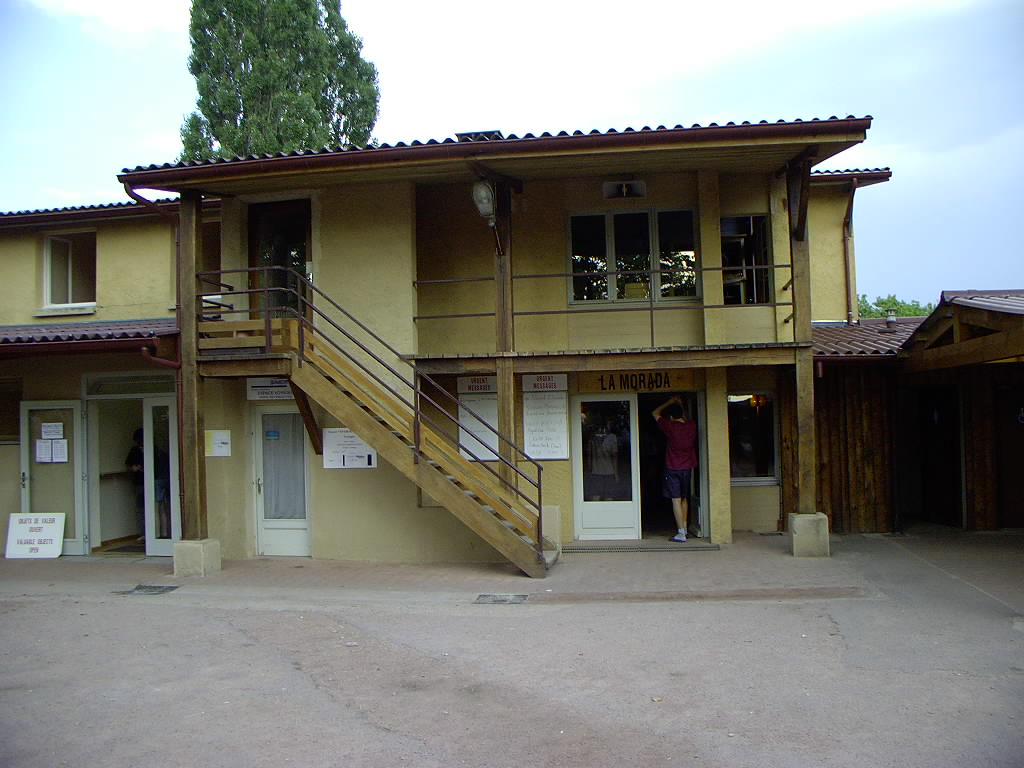
La Morada
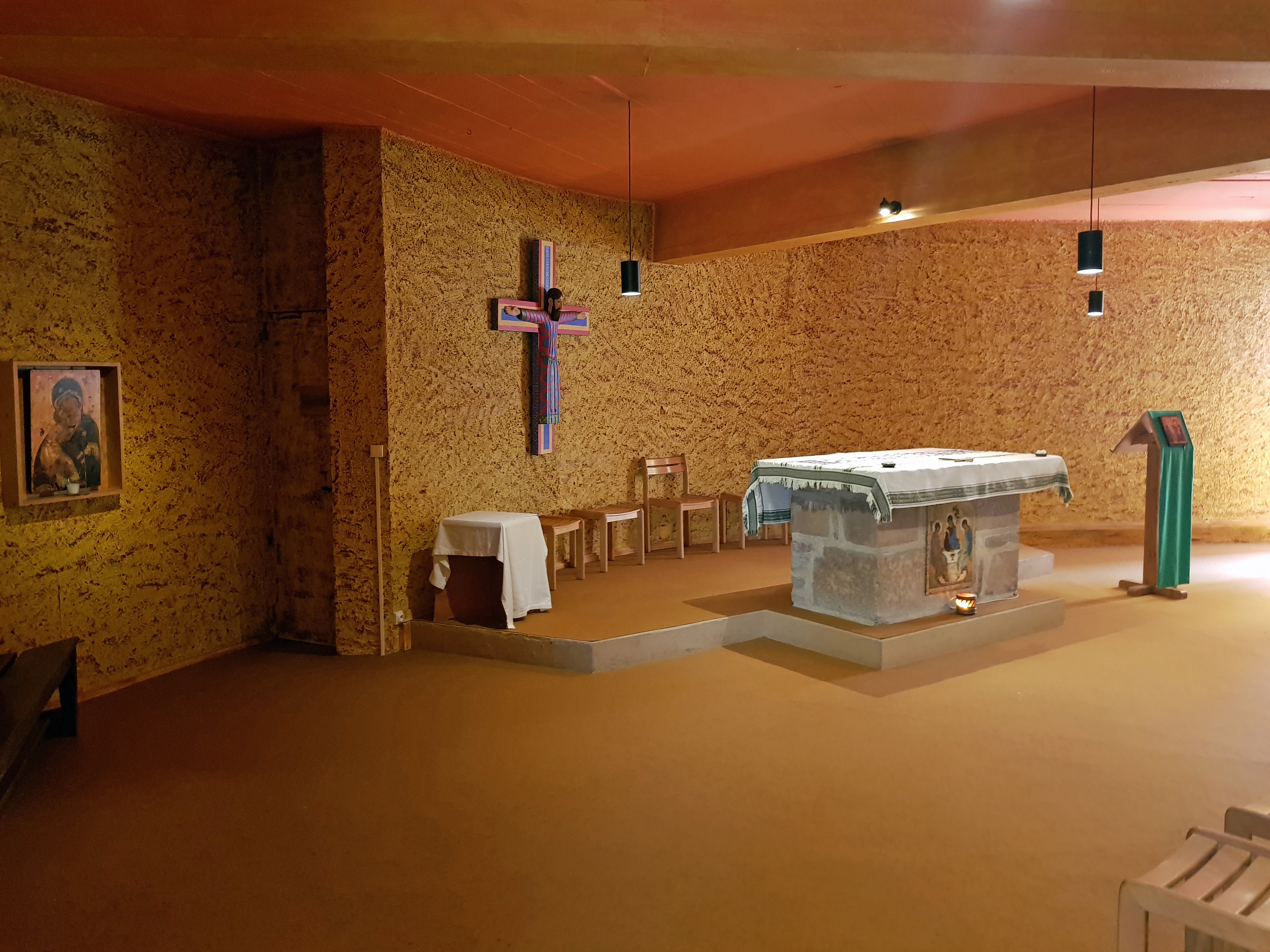
Krypta
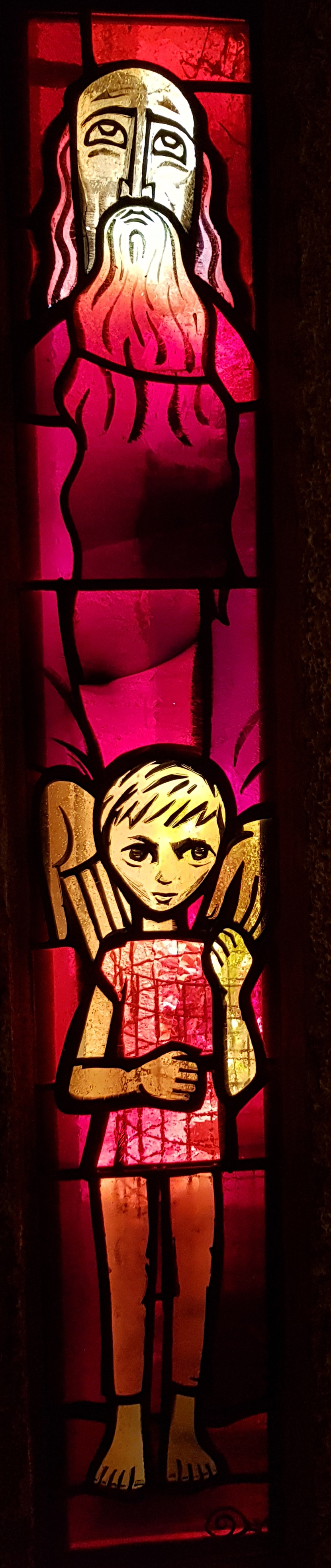
Kirchenfenster in der Krypta: Abraham und Isaak
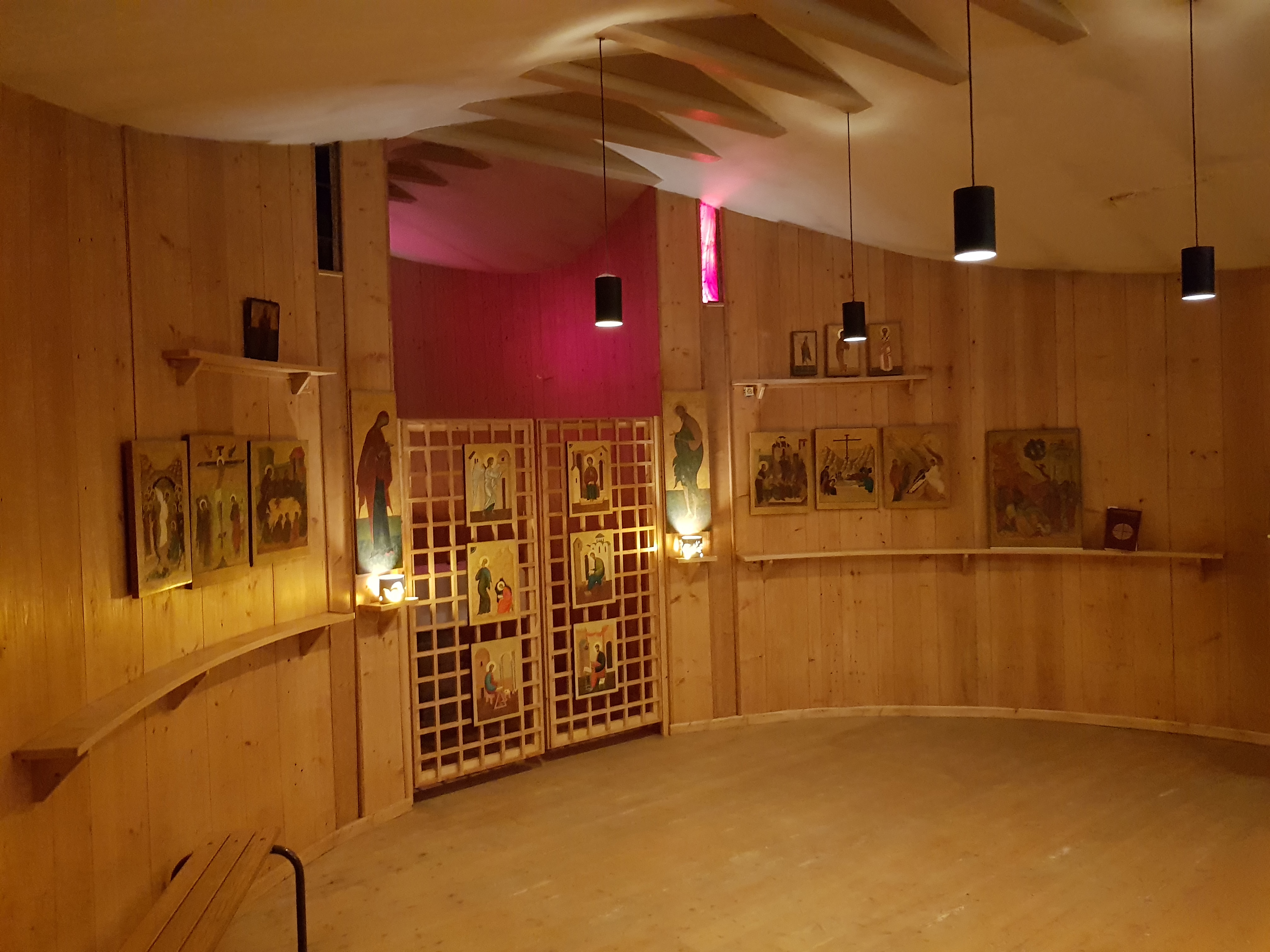
Orthodoxe Kapelle
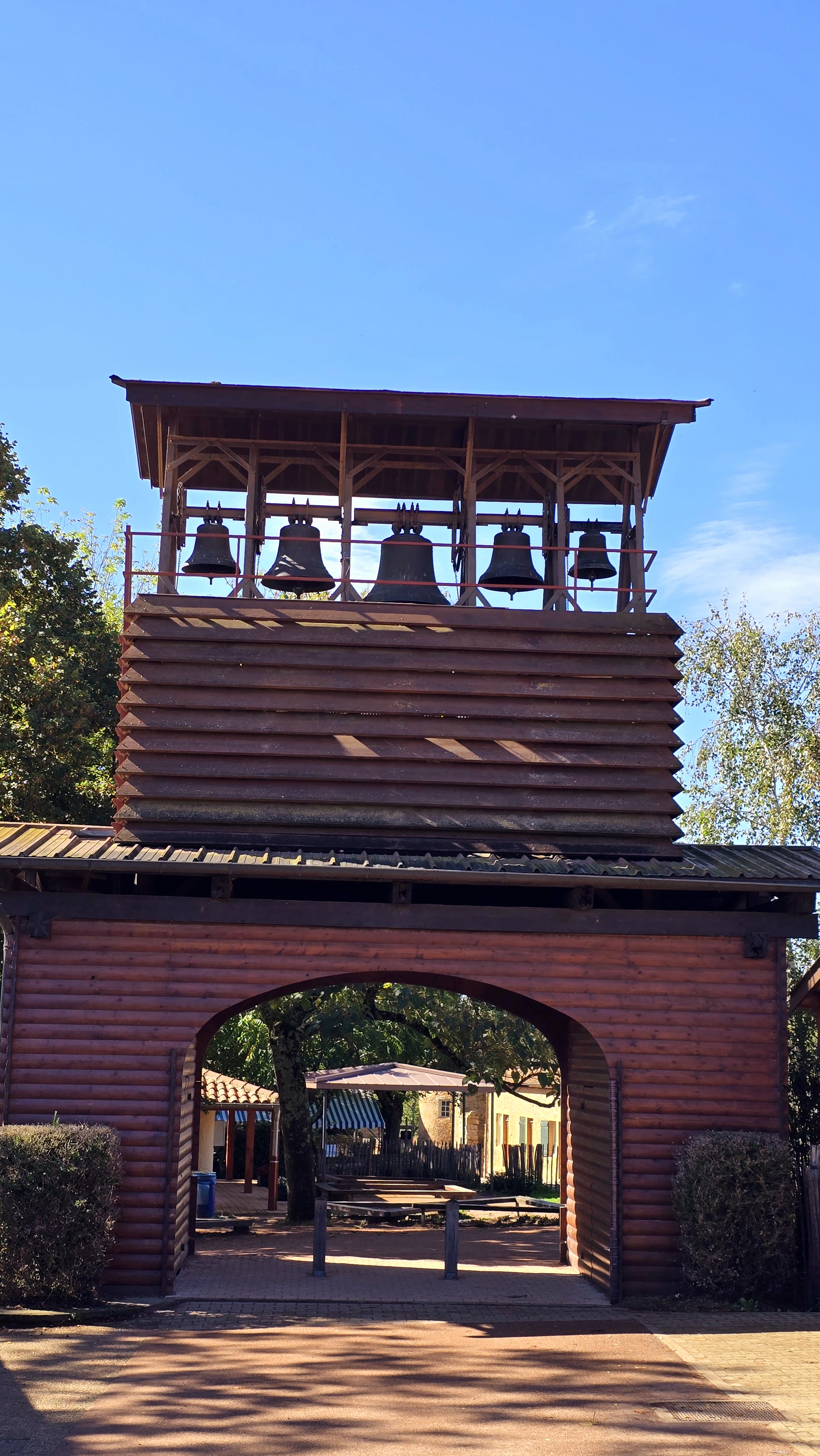
Glockenturm
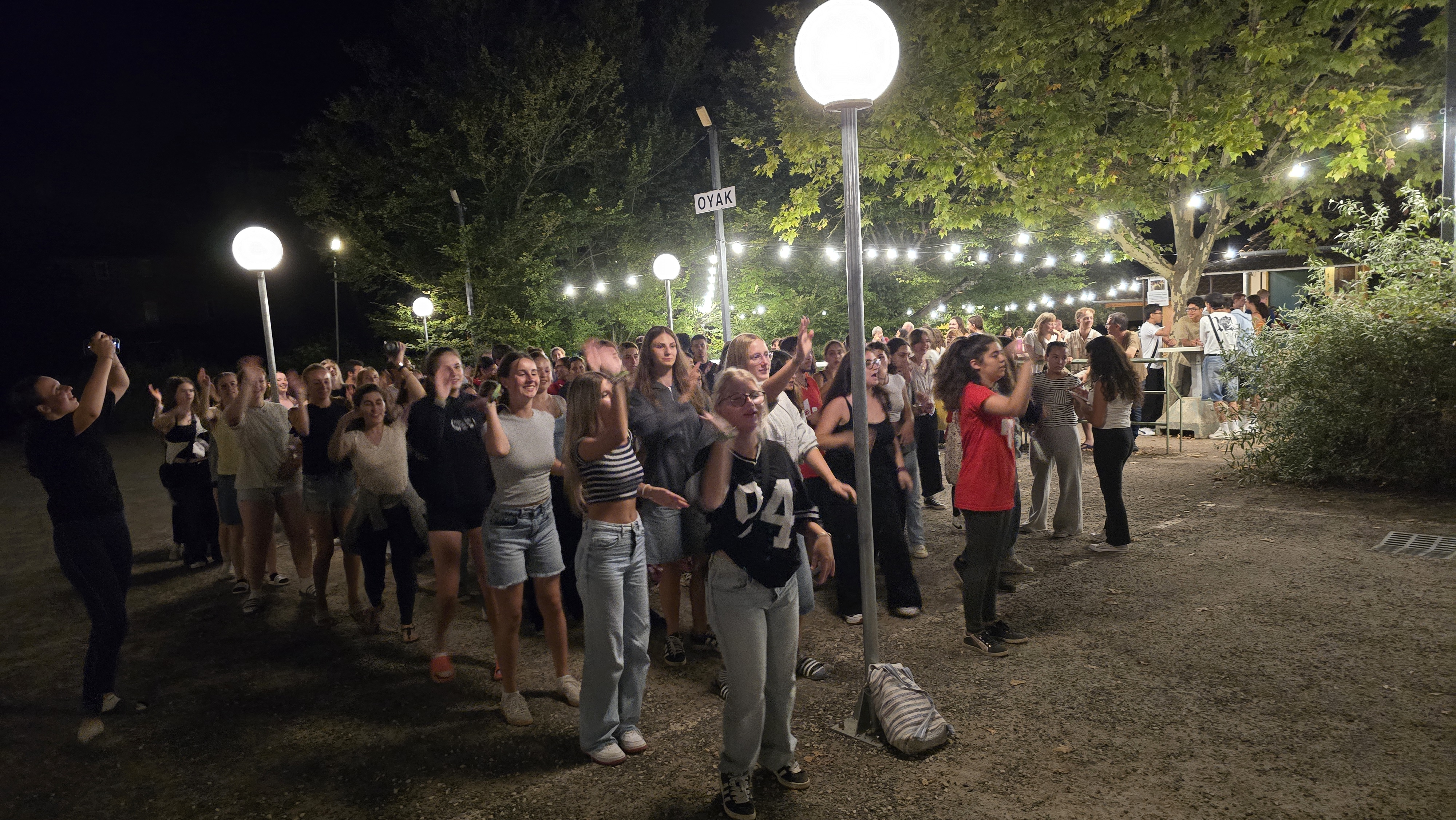
Platz vor dem Oyak in Taizé

Der Garten der Stille (Source Saint Etienne) ist ein parkähnliches Gelände in der Nähe der Unterkünfte und ein Ort der Ruhe und Einkehr. Es führen mehrere Wege durch den Wald hinunter zum See an der Quelle St. Etienne, der biologisch (Klärteiche) angelegt ist. Es gibt mehrere Wege um den See sowie einige Wiesen. Hier befindet sich auch eine kleine Kapelle zur stillen Kontemplation sowie ein Ikonenweg.
Die Exposition des Ateliers (franz. „Ausstellung der Werkstätten“) an zentraler Stelle in Taizé, direkt neben der Kirche, ist der Ort, an dem die Brüder ihre selbstproduzierten Waren ausstellen und verkaufen. Dazu gehören u. a. Geschirr, Collagen, Grafiken, Bücher, CDs, DVDs, kleine Anhänger (Kreuz/Taube) und Postkarten. Weitaus am verbreitetsten ist das so genannte Taizé-Kreuz, das viele junge Menschen um den Hals tragen.
Olinda wurde ein Gelände für Familientreffen, der auch eine Kinderbetreuung vorsieht, im Nachbarort Ameugny getauft. Der Name ist eine Anlehnung an die brasilianische Küstenstadt Olinda in Gedenken an die Verbindung mit Bischof Dom Hélder Câmara und die erste Bruderschaft in dessen Diözese Recife-Olinda.
Chittagong ist der Name des Campingplatzes in Taizé. Er ist benannt nach der Stadt Chittagong in Bangladesch.
Wanagi Tacanku ist ein Gebäude unterhalb von „La Morada“ und Glockenturm und zu Beginn des alten Teils des Dorfes. Hier treffen sich an Kunst interessierte Taizé-Fahrer, es finden Workshops und Ausstellungen statt. Wanagi Tacanku ist in der Sprache der Lakota-Indianer das Wort für „Milchstraße“.
In Taizé gibt es zwei Bushaltestellen der lokalen Buslinie von Chalon-sur-Saône über Cluny und den TGV-Bahnhof Gare de Mâcon-Loché-TGV bis nach Mâcon. Die Bushaltestelle „Mairie Taizé“ befindet sich am Fuße des Hügels und spielt für die Jugendtreffen keine Rolle. Direkt vor der „Casa“ gibt es die Bushaltestelle „La Communauté“. Sollte man die öffentliche Buslinie am Abreisesonntag für den Weg nach Macon nutzen, kann man sich in Taizé zuvor in eine Liste eintragen lassen, um auch einen Platz im Bus zu bekommen.

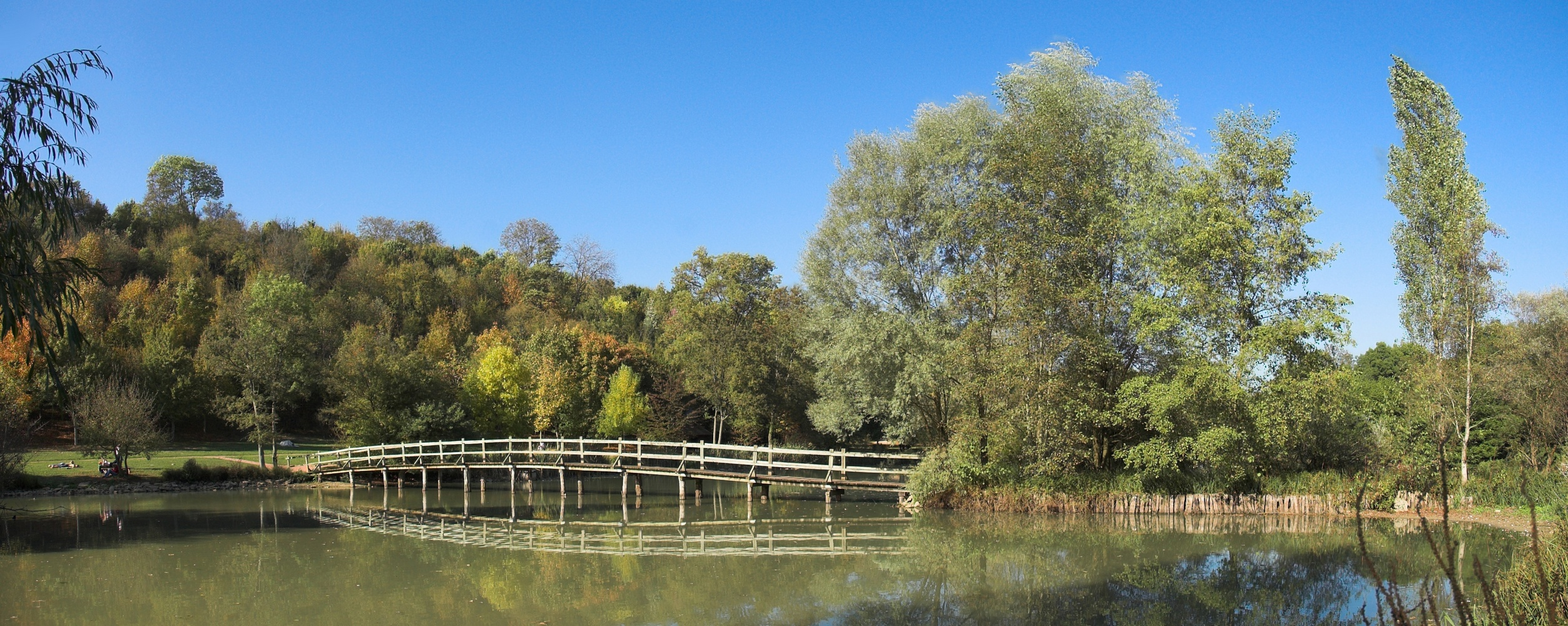
Künstlicher See an der Quelle St. Etienne
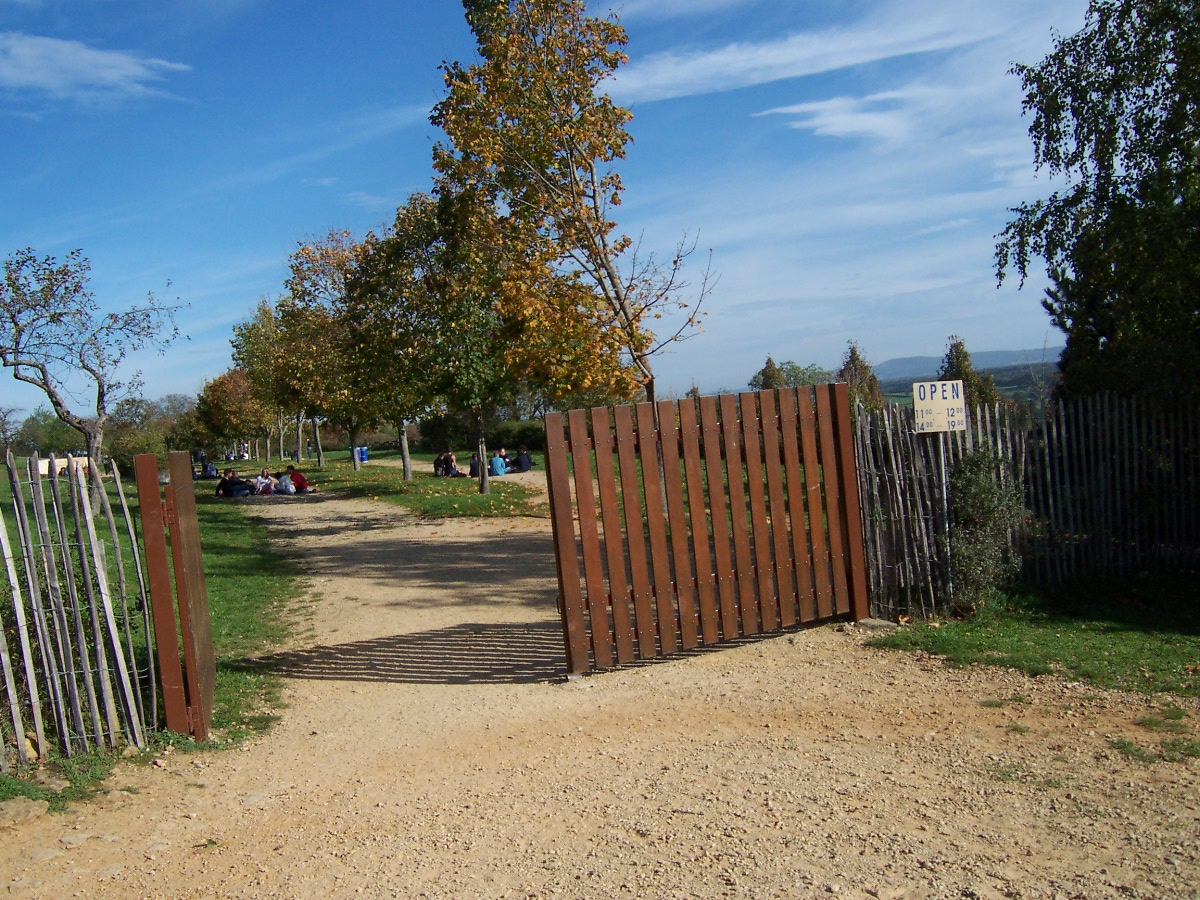
Eingang zum Tal der Stille
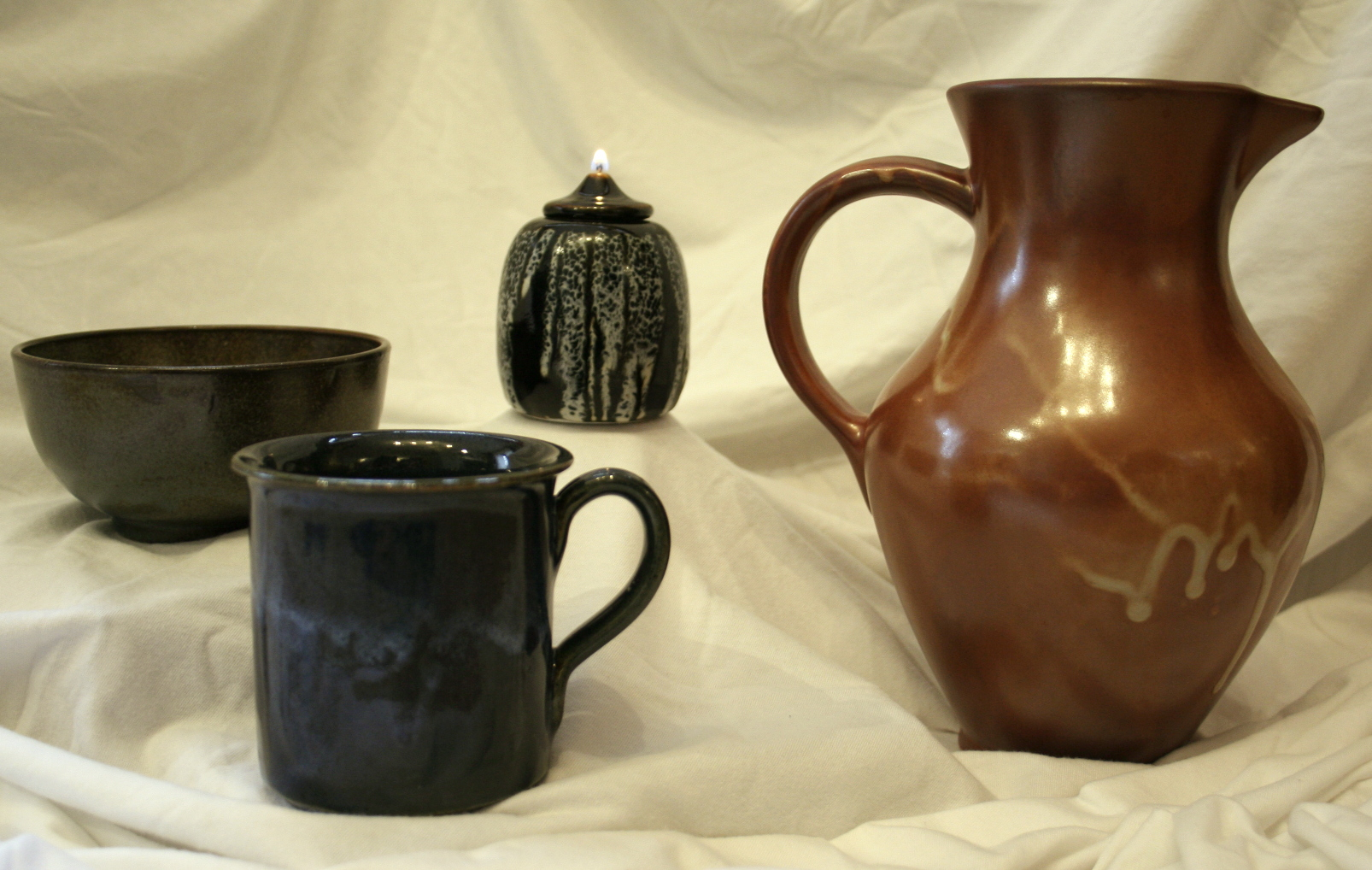
Steinzeug aus den Werkstätten der Brüder
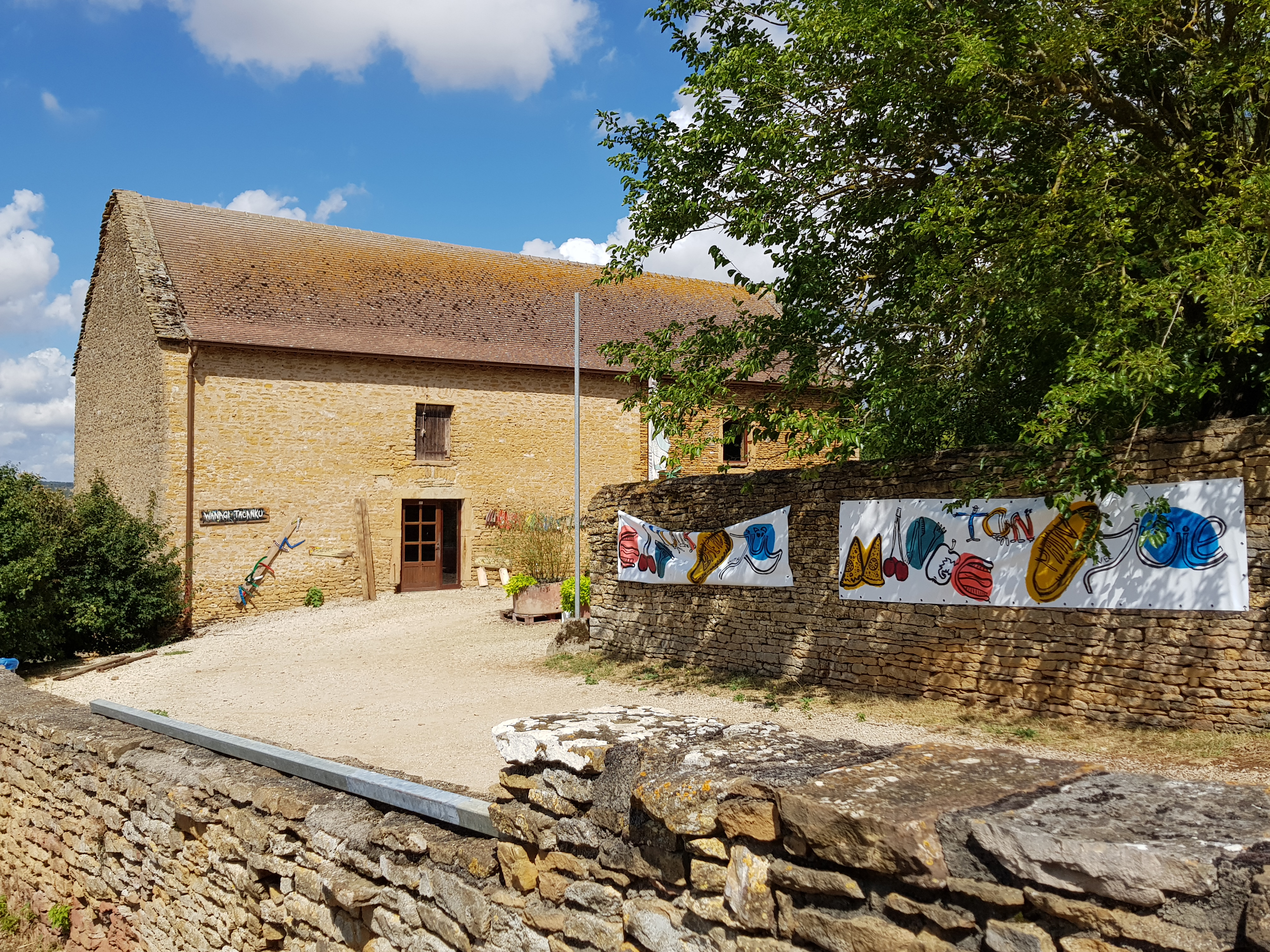
Wanagi Tacanku

## Gesänge aus Taizé

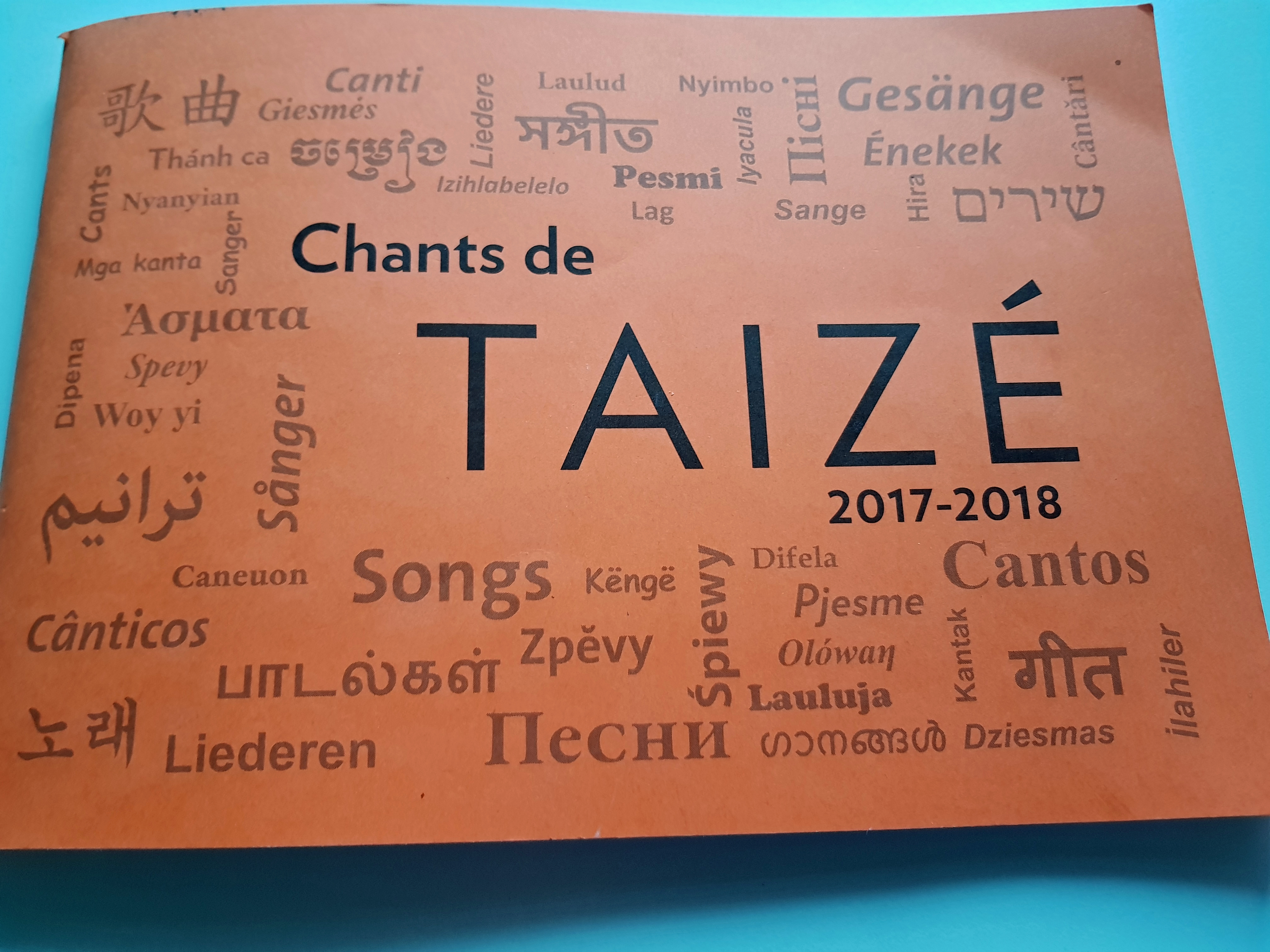
Taizé Liederheft

Bekannt ist die Communauté de Taizé auch für ihre charakteristischen Gesänge, die meist in vielfacher Wiederholung (Ostinato) gesungen werden. Die „Gesänge aus Taizé“ sind einstrophig, kurz, in schlichtem Satz, oft vierstimmig oder kanonisch. Die meisten dieser Gesänge wurden von Bruder Robert Giscard, ab dem Jahr 1974 zusammen mit dem Pariser Organisten Jacques Berthier, komponiert, einige von dem französischen Jesuiten Joseph Gelineau und die meisten neuen Lieder von verschiedenen Brüdern der Communauté.
Gesänge der Communauté wurden durch die internationalen Jugendtreffen verbreitet und weltweit in Kirchengesangbücher vieler christlicher Konfessionen übernommen. Sie sind auch zentraler Bestandteil der in aller Welt gefeierten und an die Gottesdienste in Taizé angelehnten „Nacht der Lichter“. Fast alle Lieder können in mehreren Sprachen gesungen werden. Die Gesangstexte basieren oft auf einer Bibelstelle, oft aus Psalmen oder den Evangelien.

## Mediale Übertragungen aus Taizé
Die Lichterfeier in Taizé wird von dem Radiosender DOMRADIO.DE jeden Samstagabend aufgezeichnet, anschließend im Radioprogramm von 22 bis 23 Uhr ausgestrahlt und als Podcast zur Verfügung gestellt.
Außerdem wird das Mittagsgebet auf der Internetseite der Communauté von Montag bis Samstag um 12.30 Uhr per Audio-Stream übertragen und als Podcast veröffentlicht. Daneben erscheint auch ein Podcast in englischer und französischer Sprache, der Bibeleinführungen, Gedanken und Gespräche, sowie Interviews mit Menschen aus verschiedenen Lebensbereichen, die in Taizé sind oder mit der Communauté in Verbindung stehen, beinhaltet.
Mit Beginn der Aussetzung der Jugendtreffen wegen der Corona-Pandemie wurden Abend-Gebete erst live auf Facebook, während der zweiten Welle auf dem YouTube-Kanal der Gemeinschaft übertragen. Diese Übertragungen werden vom Medienteam aus Taizé durchgeführt und zeigen entweder jeweils eine kleine Gruppe der Brüder (wenn aufgrund der Pandemielage nur in Kleingruppen und nicht in der großen „Kirche der Versöhnung“ Gottesdienste gefeiert wurde) oder mit allen Brüdern aus der Kirche der Versöhnung.
Gelegentlich werden Gebete (meist sonntags) von Fernsehanstalten übertragen. Dies bedeutet vor Ort ein hoher Aufwand, da die eher dunkle Kirche der Versöhnung ausgeleuchtet werden muss. Diese Übertragungen geben daher nur bedingt ein Bild eines Taizé-Gebets wieder, zumal die Lieder deutlich verkürzt gesungen werden und die Stille, die sonst das Zentrum des Gebets ausmacht, verkürzt wird.
Auch werden Taizé-Gebete während der Europäischen Jugendtreffen von den nationalen Fernsehanstalten übertragen, so beispielsweise aus Basel 2017/18.

## Aufnahme von unbegleiteten Flüchtlingen
Schon in den Gründungsjahren kümmerte sich Frère Roger um Kriegsgefangene und wegen des Zweiten Weltkriegs geflohenen Menschen. Diese Aufnahme von Menschen in Not ist auch heute in Taizé selbstverständlich. Beispielsweise richteten die Brüder im Nachbarort Ameugny ein Aufnahmezentrum ein, nachdem das Flüchtlingslager von Calais („Dschungel von Calais“) geräumt wurde. 16 Jugendliche zwischen 13 und 17 Jahren, zum Großteil aus dem Sudan, aber auch aus Syrien und Eritrea, wurden aufgenommen. Der Verein „Le Pont“ aus Mâcon hat die behördliche Abwicklung übernommen. Im Juni 2015 kam eine Familie mit zwei Kindern, die 2014 aus der Nähe von Mossul in das irakische Kurdistan fliehen musste, nach Taizé.
Schon in den Vorjahren nahm die Gemeinschaft immer wieder Fliehende auf, so z. B. Flüchtlinge aus dem Sudan.
Die Brüder sind bemüht, sich auch vor Ort zum Thema „Flüchtlinge“ zu engagieren. Frère Alois spricht die Flüchtlingsfrage beispielsweise bei Audienzen mit Papst Franziskus an, am Weltflüchtlingstag 2017 haben die Brüder von Taizé und alle in Taizé anwesenden Jugendlichen für die Migranten gebetet, die zuvor beim Versuch, das Mittelmeer Richtung Europa zu überqueren, vor Libyen ums Leben gekommen waren.

## Kritik
Taizé wird als „Vermengung konfessioneller Grenzen“ kritisiert. Beispielsweise geben katholische Bischöfe, Erzbischöfe und Kardinäle wie selbstverständlich sonntags das eucharistische Mahl wissentlich an evangelische Christen. Allerdings ist gerade dieser Punkt für die große Mehrheit derer, die Taizé betrachten, ein Hoffnungszeichen der Ökumene.
Bei der Beerdigung Papst Johannes Paul II. erhielt Frère Roger von Kardinal Joseph Ratzinger (dem späteren Papst Benedikt XVI.) die Eucharistie. In einem Interview mit der französischen Tageszeitung La Croix im Jahr 2006 behauptete der französische Historiker Yves Chiron, Frère Roger sei 1972 zur römisch-katholischen Kirche übergetreten. Die ökumenische Gemeinschaft von Taizé dementierte dies. Nach den Worten des Priors Frère Alois empfing Frère Roger im Petersdom seit 25 Jahren die Kommunion. Der damalige Bischof von Autun, Armand LeBourgois, habe bereits 1972 Frère Roger zum ersten Mal die Kommunion gereicht. Mehrere Zeugen von damals könnten dies bestätigen. „Wer in diesem Zusammenhang von Konversion spricht, begreift nicht den originären Ansatz Frère Rogers.“
Inhaltlich-theologische Kritik wird von evangelikaler, christlich-fundamentalistischer bzw. kreationistischer Seite geäußert. Kritisiert wird, dass einige biblische Themen in Taizé nicht angesprochen werden. Der evangelikale Publizist Lothar Gassmann bemängelte: „So fehlt völlig die biblische Einordnung des Menschen als Sünder durch und durch. Da nach [Roger] Schutz sowieso Christus in jedem Menschen wohne, erscheint der Mensch eigentlich als gut und in der Lage, durch Kontemplation und gute Werke sich selbst zu erlösen. […] Das Gottesbild des Roger Schutz ist durch diese Verkürzung eine Verstümmelung des Gottes der Bibel. Der Heilsweg, welcher in Taizé gelehrt wird, kann aus biblischer Sicht nur als Irrweg beschrieben werden.“
Der christlich-fundamentalistische Journalist Ulrich Skambraks kritisiert: „Die Bibel kennt diesen Weg der Kontemplation nicht. Nirgendwo in der Bibel ist von einer Selbstversenkung die Rede, durch die man in eigener Kraft Christus finden könnte. (…) Die in Taizé vorgestellten Glaubenspraktiken haben ihr Zuhause in der Esoterik und in fernöstlichen Religionen.“ „Ohnehin richtet sich sein Augenmerk auf die jetzige Welt. Es geht Schutz und seinen Nachfolgern um die Versöhnung der Menschen untereinander. Die erst notwendige Versöhnung mit Gott übersehen sie völlig bzw. setzen sie fälschlicherweise für alle Menschen voraus“.

## Auszeichnungen
- Dignitas Humana Award 2003
- Four Freedoms Award 2006

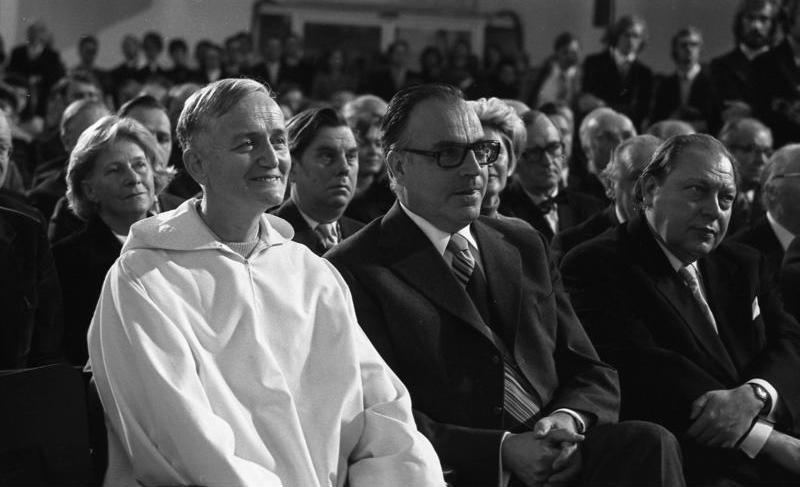
Frère Roger bei der Verleihung des Friedenspreises des Börsenvereins des Deutschen Buchhandels mit dem damaligen rheinland-pfälzischen Ministerpräsident Helmut Kohl und Bundestagsvizepräsident Hermann Schmitt-Vockenhausen

- Der Asteroid (100033) Taizé wurde 1990 nach Taizé benannt.

## Filme
- Taizé
- PULS-Reportage: Selbstfindungs-Trip in Taizé: Als Atheistin unter Christen
- hr-Reportage 2007: Das Geheimnis von Taizé
- Taizé – Wohnungen der Götter (Doku, 2004)
- Bibel TV das Gespräch: Faszination Taizé: Frère Georg & Frère Richard
- Frère Alois: Taizé nach Frère Roger
- Etappen auf dem Lebensweg von Frère Roger